# Ракета «воздух—поверхность»

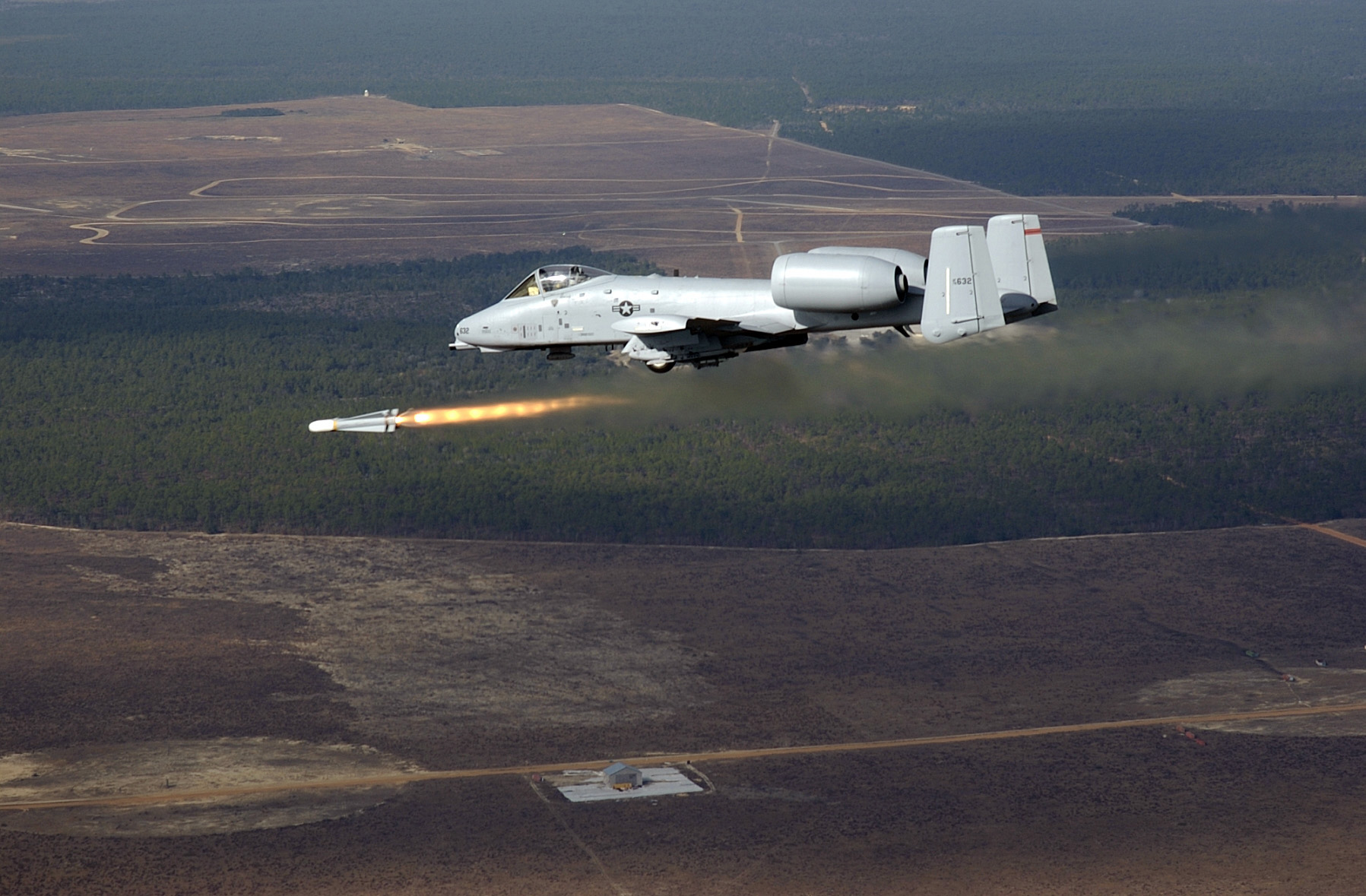
Пуск AGM-65 штурмовиком A-10.

Раке́та «во́здух—земля́» («во́здух—пове́рхность») — авиационная управляемая ракета (УР), предназначенная для поражения целей на поверхности земли, воды, а также заглублённых объектов.
Ракета «воздух—поверхность» является частью авиационного комплекса ракетного оружия. В англоязычной литературе ракеты «воздух—поверхность» обозначаются «ASM» («air–surface missile») или «AGM» («air–ground missile»), во франкоязычной — «AS»  («air-sol»). Ракеты «воздух—поверхность» различают по назначению, дальности, характеру полёта, системам наведения, двигательным установкам и другим параметрам. Неуправляемые авиационные ракеты «воздух—поверхность» описаны отдельно в статье НАР.

## Историческая справка

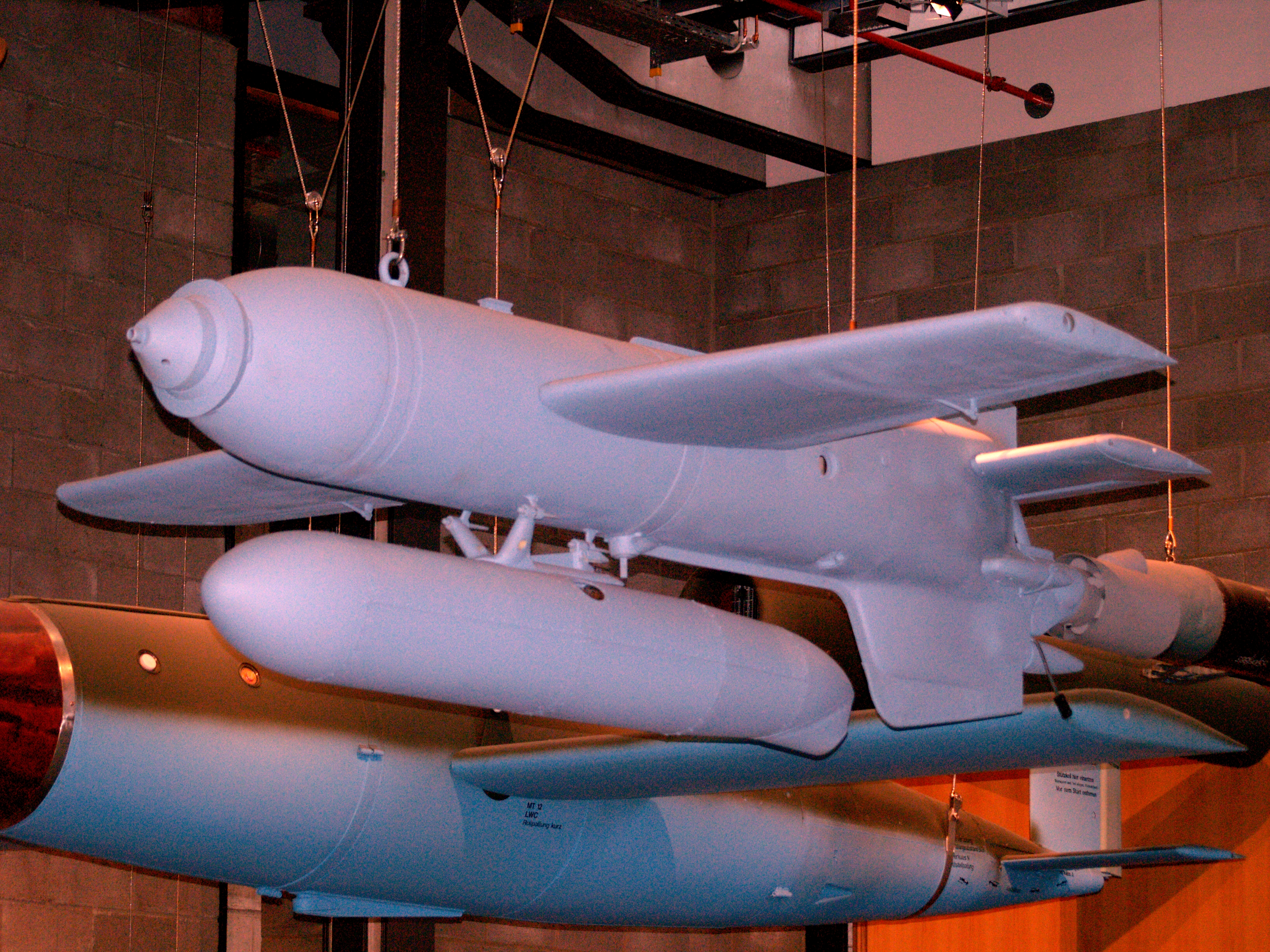
Первая ракета «воздух—поверхность» Hs 293.

Первые управляемые ракеты «воздух—поверхность» были разработаны в конце Второй мировой войны в Германии. Нередко первой называют немецкую планирующую авиабомбу Fritz X, однако она имела существенное отличие от управляемой ракеты — на ней отсутствовала силовая установка, таким образом она является предтечей современных управляемых авиабомб, а не ракет. Первой же ракетой «воздух—поверхность» является Hs 293 — немецкая планирующая бомба с ракетным двигателем. Захват союзниками наземных пусковых площадок ракет Fi-103 (V-1) привел к появлению первой стратегической крылатой ракеты воздушного базирования. Первый пуск по Лондону с ракетоносцев He-111 и Ju-88 произошёл в 5 часов утра 16 сентября 1944 года над акваторией Северного моря. В конце войны вооружённые силы Японии применили в боевых действиях ракету с уникальной системой наведения — MXY7 Ohka, в которой основным элементом системы управления был камикадзе.
Американцы в годы войны разработали ряд видов управляемого оружия «воздух—поверхность», включая управляемую ракету McDonnell LBD Gargoyle, но успели применить в военных действиях лишь часть образцов.
После окончания Второй мировой войны союзники провели ряд экспериментов над немецкими образцами. В СССР КБ Челомея на базе Fi-103 разработало ряд ракет: 10Х, 14Х, 16Х, не вышедших из стадии прототипа. Развивая Hs 293, КБ-2 Министерства сельхозмашиностроения СССР разработало «авиационную морскую торпеду» РАМТ-1400 Щука, которая вследствие низкой точности на вооружение принята не была, хотя и послужила базой для серии более совершенных ракет КСЩ. В США на базе трофейной Fi-103 фирма «Рипаблик» разработала ракету JB-2, которая, несмотря на низкую точность, была произведена в количестве около 1 400 штук.

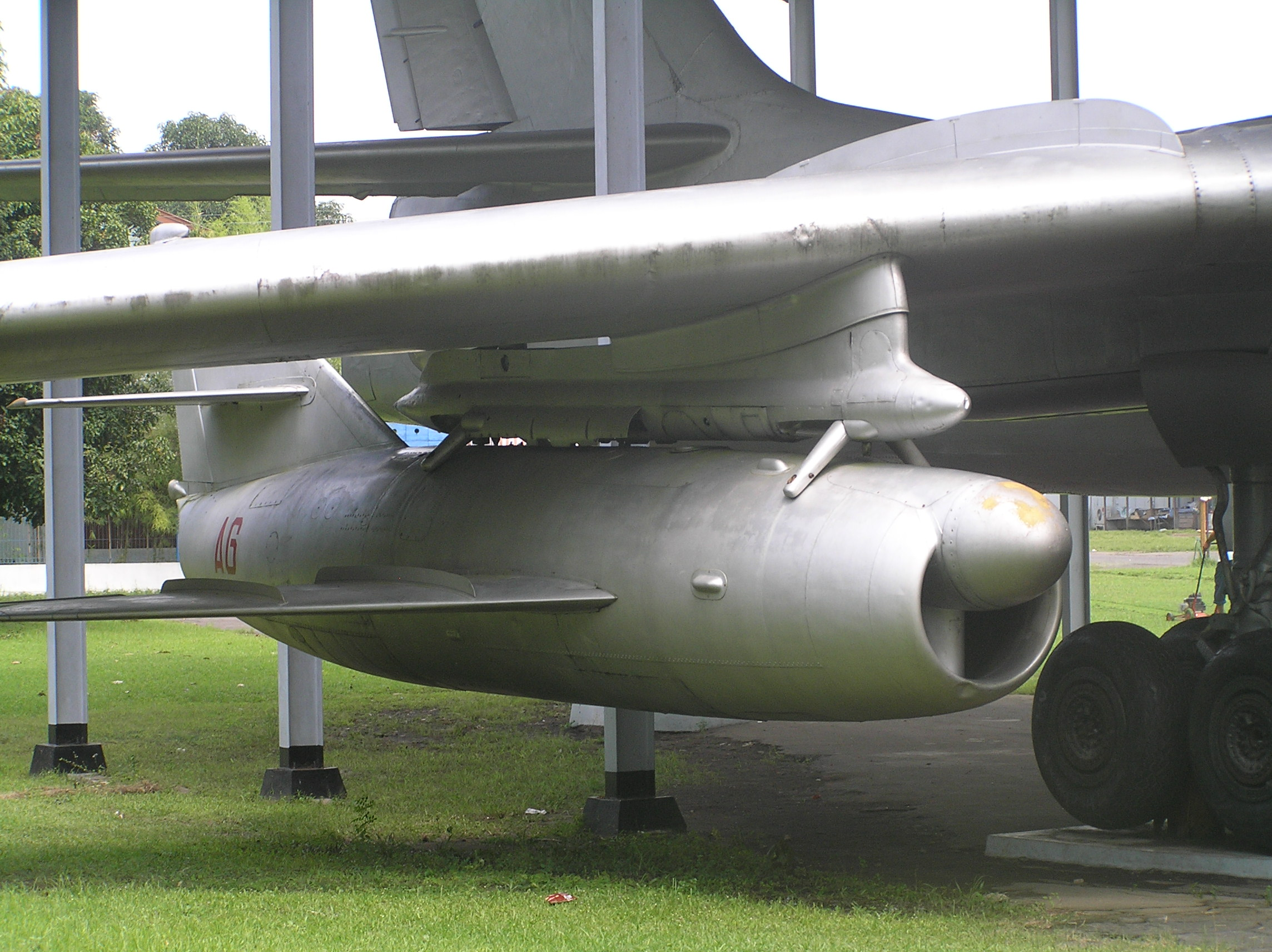
Противокорабельная «Комета» под крылом бомбардировщика Ту-16.

С началом холодной войны развитие ракет «воздух—поверхность» в СССР и США шло в различных направлениях. Советские конструкторы в первую очередь разрабатывали противокорабельные ракеты, способные прорваться сквозь ордер охранения к авианосцу вероятного противника. В начале 50-х годов была разработана и принята на вооружение первая противокорабельная ракета «КС», оснащённая полуактивной радиолокационной системой самонаведения. За ней последовали более совершенные К-10С с турбореактивным двигателем и серия ракет КСР: КСР, КСР-2, КСР-5 c жидкостным ракетным двигателем, оснащённые активной радиолокационной системой наведения, а также ракета КСР-11 с пассивной радиолокационной системой наведения, которая предназначалась для поражения кораблей с работающими РЛС.

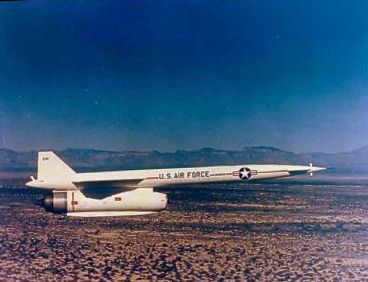
Стратегическая ракета AGM-28 Hound Dog.

В США сосредоточились на разработке стратегических ракет «воздух—поверхность», способных доставить ядерный заряд к цели в глубине территории противника. Фирма «Белл» на рубеже 40-50-х годов разработала стратегическую крылатую ракету GAM-63 RASCAL с автономной системой наведения, за которой в начале 60-х последовала AGM-28 Hound Dog. Однако, несмотря на различные ухищрения, например, на ракете AGM-28 перед пуском производилась астрокоррекция автопилота, точность этих ракет была крайне низкой. В 1960 году на вооружение была принята и первая советская стратегическая ракета «воздух—поверхность» Х-20, но плохие эксплуатационные характеристики заставили перенацелить её на решение противокорабельных задач. В 1968 году на вооружение была принята противокорабельная ракета Х-22, различные модификации которой предназначались для решения и стратегических задач.

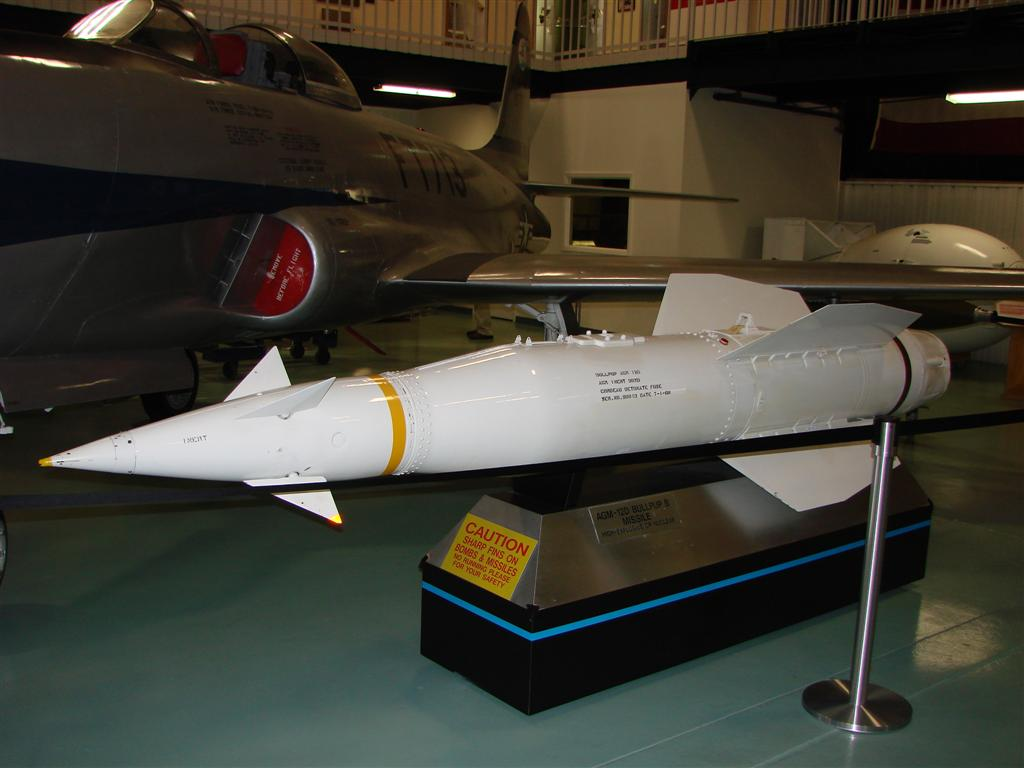
Тактическая ракета AGM-12.

На основании опыта применения авиации в Корейской войне руководство США первым осознало необходимость разработки тактических ракет «воздух—поверхность». В результате в 1959 году ВВС США получили на вооружение ракету AGM-12 «Булл-пап» с радиокомандной системой наведения. В Советском Союзе долгое время господствовала концепция «всемогущества» ядерного оружия, однако успехи применения американских тактических ракет «воздух—поверхность» во Вьетнаме заставили обратить внимание на развитие высокоточных систем поражения фронтовой авиации. С середины 60-х годов ОКБ «Звезда» разрабатывало на базе отработанной ракеты «воздух—воздух» РС-1У ракету Х-23 с радиокомандной системой наведения. Однако из-за сложности доведения системы наведения разработка ракеты затянулась. В качестве промежуточного решения на вооружение в 1968 году была принята ракета Х-66 с наведением по радио лучу. Ракета Х-23 поступила на вооружение ВВС СССР только в 1974 году. Аналогично поступили во Франции, при разработке своей первой тактической ракеты «воздух—поверхность» AS.20 в качестве базы конструкторы использовали ракету AA.20, за ней последовала более мощная AS.30 с такой же радиокомандной системой наведения.

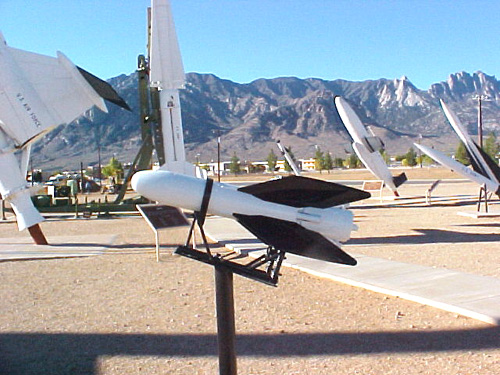
Противотанковая ракета 1950-х годов SS.11.

Бурное развитие вертолётов, наряду с особенностями их лётных характеристик, привело к практическому вытеснению ими самолётов армейской авиации. Кроме транспортных и разведывательных задач на них были возложены и задачи огневого поражения противника, в том числе его бронетанковой техники, управляемым оружием. Особенности тактико-технических характеристик вертолётов, меньшие по сравнению с самолётами скорость и потолок, а также относительно низкая грузоподъёмность, предопределили использование наземных противотанковых ракет в качестве оружия «воздух—поверхность» вертолётов. Первыми управляемую ракету AS.11, авиационную версию поступившей на вооружение в 1956 году наземной ракеты SS.11, на вертолёт установили во Франции. За ней последовала более мощная ракета AS.12. В США ракеты AS.11 приняли на вооружение в 1961 году под наименованием AGM-22. Они имели командную систему управления с передачей сигнала по проводу и с визуальным отслеживанием полёта оператором наведения. У следующего поколения противотанковых ракет слежение осуществлялось автоматически оптическим датчиком. В 1969 году на вооружение в США были приняты управляемые ракеты BGM-71, которые стали основным элементом управляемого оружия американских ударных вертолётов. В СССР первыми ракетами «воздух—поверхность» вертолётов стали ракеты «Фаланга», принятые на вооружение в авиационном варианте в 1972 году. Они являлись ракетами первого поколения, но команды на них передавались по радиоканалу. Европейские противотанковые ракеты второго поколения HOT поступили на вооружение в 1974 году. В 1976 году на вооружение советских ударных вертолётов были приняты противотанковые ракеты второго поколения «Штурм-В». В том же году были модернизированы и ракеты «Фаланга», которые получили систему автоматического слежения за полётом. В дальнейшем для замены ракет «Штурм» была разработана новая противотанковая ракета «Атака».

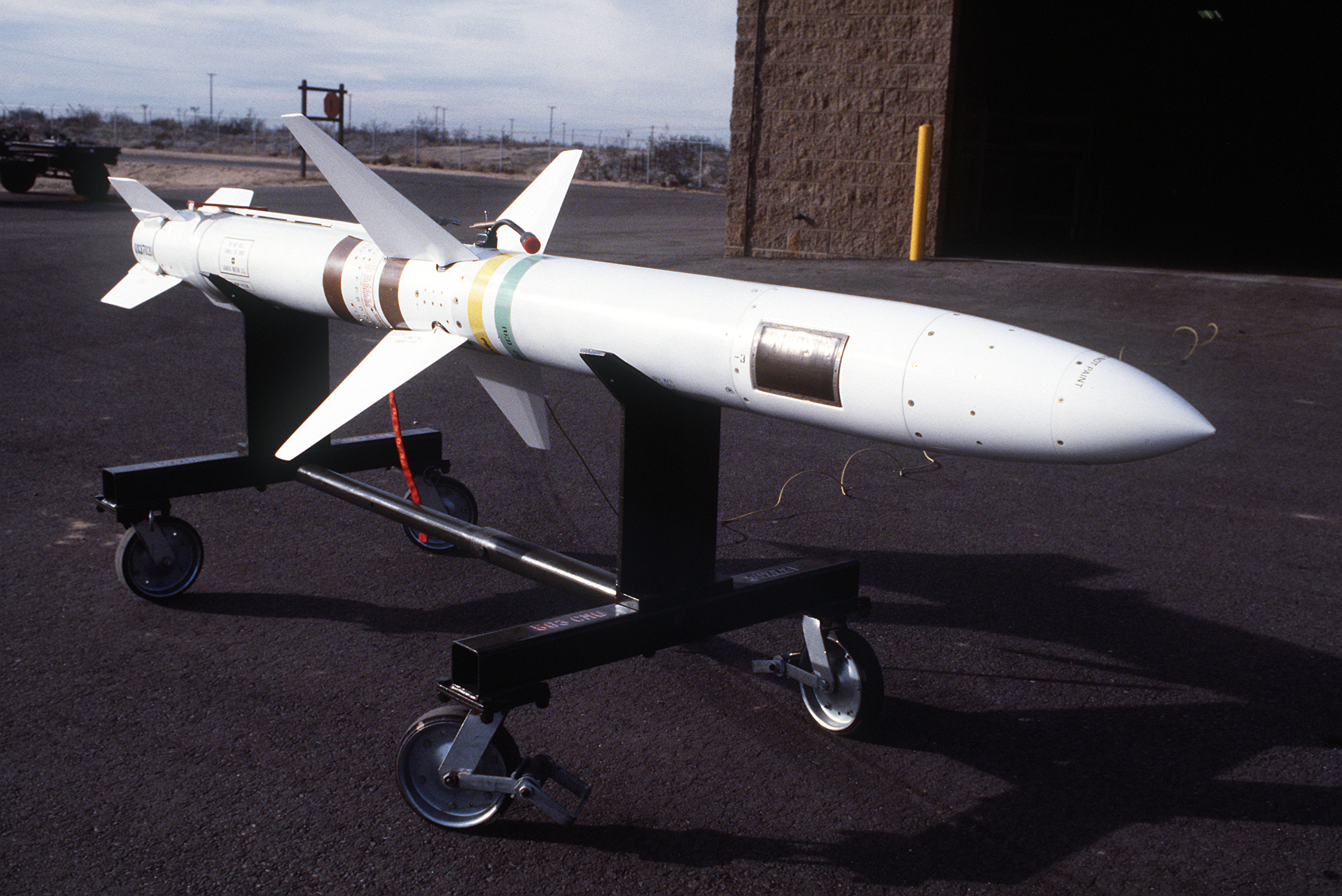
Противорадиолокационная ракета AGM-45.

Развитие радиолокационных станций комплексов ПВО в 1960-х годах, а также других войсковых радиотехнических средств потребовало разработать новые способы их подавления, так как тактические ударные самолёты уже не могли ограничиться постановкой помех и маневрированием для прорыва к цели. Наиболее эффективным способом являлось поражение радиолокационных станций обнаружения и наведения комплексов ПВО специализированными ракетами «воздух—поверхность» с пассивными радиолокационными головками самонаведения. Столкнувшись с ЗРК советского производства во Вьетнаме, первыми в 1965 году противорадиолокационную ракету AGM-45 «Шрайк» приняли на вооружение ВВС США. За ней в 1968 году последовала переделанная из зенитной ракеты RIM-66A противорадиолокационная AGM-78, которая из-за высокой стоимости (она была в три раза дороже AGM-45) не получила широкого распространения. Разработка первой советской противорадиолокационной ракеты Х-28 из-за сложности конструкции затянулась, поэтому она была принята на вооружение только в 1974 году. Обладая низкими эксплуатационными характеристиками, а также большой массой и габаритами, она не удовлетворила заказчика.
Прогресс развития советских систем ПВО привёл к созданию в 1972 году в США ракеты «воздух—поверхность» для её подавления — аэробаллистической ракеты AGM-69. Для достижения высокой вероятности прорыва ракета летела к цели со скоростью 3,5М по баллистической траектории, что делало её трудноуязвимой целью. Советская ракета Х-15, имеющая аналогичную тактику применения, поступила на вооружение в 1983 году, при этом она имела скорость полёта 5М и вдвое большую дальность пуска.

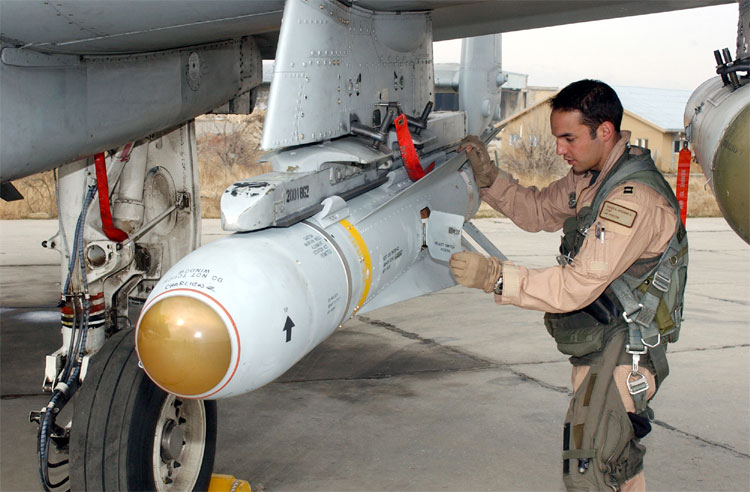
Тактическая ракета AGM-65 на подвеске.

К 70-м годам уровень развития оптико-электронной техники позволил создать малогабаритные головки самонаведения, обладающие достаточной точностью и пригодные для установки на тактические ракеты. Первыми тактическую ракету с оптико-электронной ГСН AGM-65 «Мэверик» разработали и приняли на вооружение в 1972 году в США. Причем её разработчики использовали пассивную телевизионную систему самонаведения, что позволило реализовать принцип «выстрелил-забыл». Ещё одним важным новшеством этой ракеты была модульная конструкция, что позволило использовать разнообразные головки самонаведения и боевые части, совершенствовать силовую установку без изменения конструкции самой ракеты. В СССР конструкторы принятой на вооружение в 1976 году ракеты Х-25 в качестве базы использовали Х-23, на которую установили полуактивную лазерную головку самонаведения. На выбор системы самонаведения повлияли тактические доктрины государств: в СССР тактические авиационные самонаводящиеся ракеты в первую очередь предназначались для поражения узлов обороны противника, в США — бронетанковой техники. Это предопределило и выбор боевой части, если в СССР устанавливали фугасную боеголовку, то в США кумулятивную. Во Франции конструкторы поступили так же как в СССР — они установили полуактивную лазерную головку самонаведения на хорошо освоенную ракету AS.30, приняв её под обозначением AS.30L на вооружение в 1985 году.

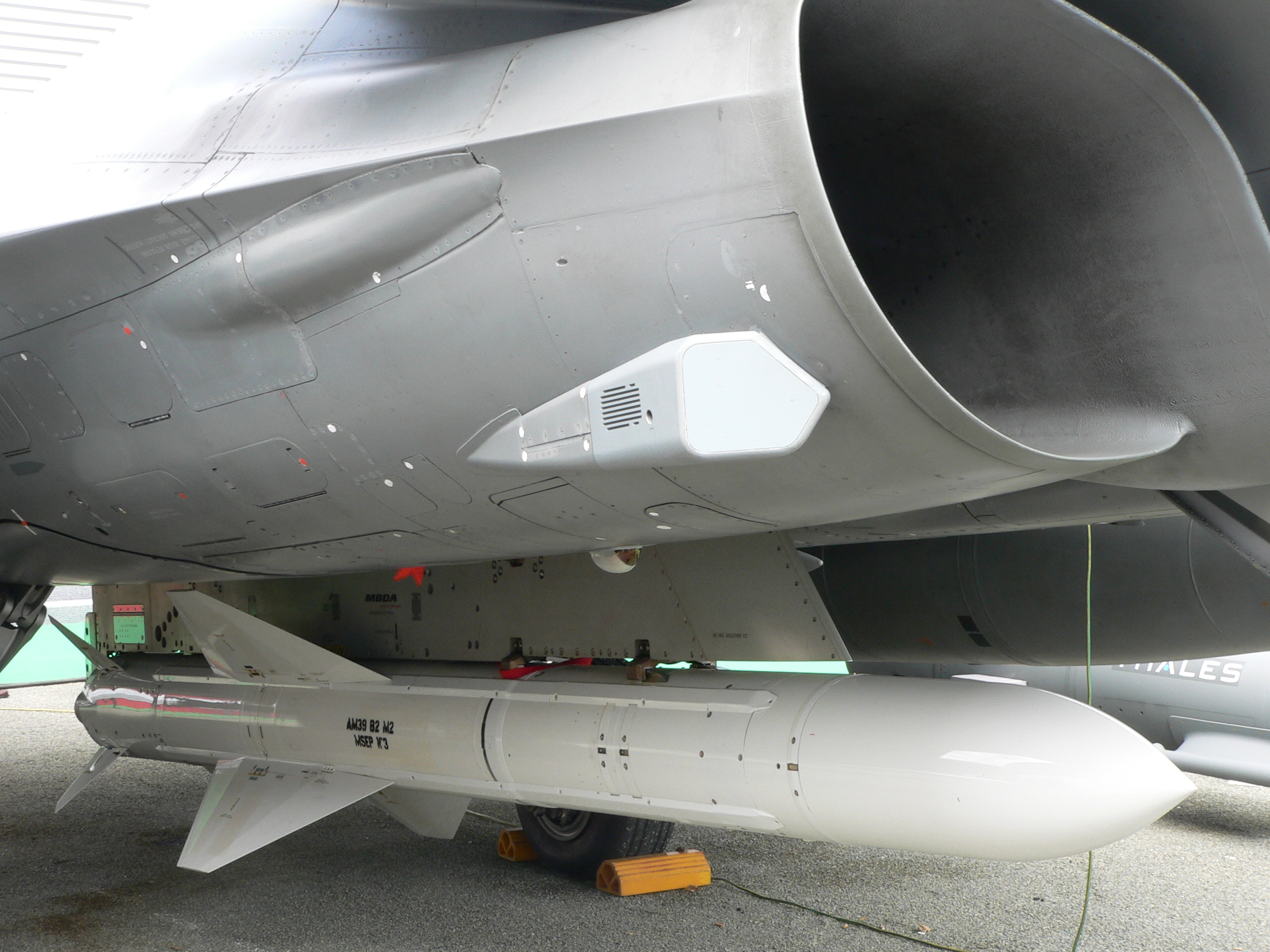
Французская противокорабельная ракета AM.39 «Экзосет».

До 70-х годов противокорабельные ракеты разрабатывались фактически только в одной стране мира — СССР, однако в 1967 году египетский ракетный катер потопил ракетами П-15 израильский эсминец «Эйлат», продемонстрировав эффективность противокорабельного ракетного оружия. Практически все ведущие западные страны начали разрабатывать противокорабельные авиационные ракеты, при этом их разработки значительно отличались от советских. Если в СССР основной целью подобных ракет были авианосцы ВМС США, то для западных ракет основными целями были корабли класса не больше эсминца. В результате практически все западные ракеты не превышали массу около полутонны и имели дозвуковую скорость полёта. Первыми новую противокорабельную ракету AS.34 «Корморан» приняли на вооружение в 1976 году в Германии, разработанная для авиации США ракета AGM-84 «Гарпун» была принята на вооружение в 1979 году, тогда же на вооружение поступила и одна из самых известных противокорабельных ракет французская AM.39 «Экзосет». Американская и французская ракеты также обладали одной важной особенностью — сразу были разработаны разные варианты ракет для размещения на различных носителях: на самолётах, кораблях и наземных пусковых установках, что позволило унифицировать стоящие на вооружении противокорабельные ракеты.

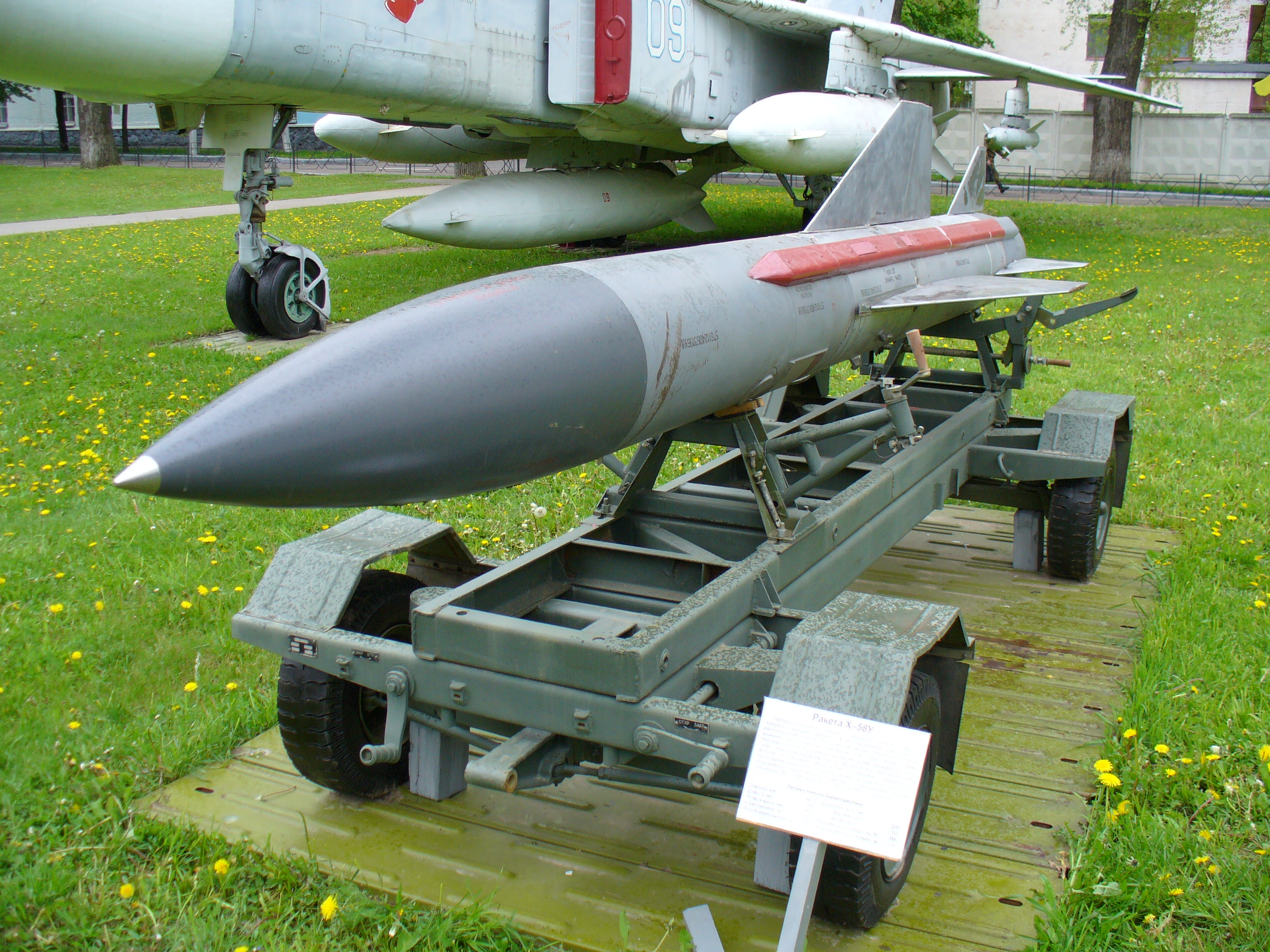
Советская противорадиолокационная ракета Х-58.

Из-за неудовлетворительных характеристик ракеты Х-28 фронтовой авиации СССР требовалась другая, более надёжная и компактная противорадиолокационная ракета. Взяв за базу тактическую Х-25 конструкторы разработали ракету Х-27ПС, которую приняли на вооружение в 1980 году. Параллельно разрабатывали более мощную противорадиолокационную ракету, которой можно было наносить удары по новейшим на тот момент и перспективным американским комплексам ПВО, в том числе по ЗРК «Пэтриот», без захода в зону их огня. В 1980 году ракету Х-58 приняли на вооружение, она была в два раза тяжелее Х-27ПС и имела в три раза большую максимальную дальность пуска. В США была разработана и в 1983 году принята на вооружение противорадиолокационная ракета AGM-88 HARM, в некоторой мере занимающая промежуточное положение среди советских ракет аналогичного назначения. Одновременно она была значительно эффективнее предыдущей противорадиолокационной ракеты США AGM-45.
В 1978 году Совет министров СССР принял постановление о разработке тактических ракет модульной конструкции. Базой для новой ракеты, принятой на вооружение в 1981 году под обозначением Х-25М, послужила проверенная Х-25 с усовершенствованиями ракеты Х-27ПС. Однако у ракет этого семейства боеголовка имела массу около 100—150 кг, что считалось недостаточным для поражения прочных строений, поэтому были разработаны и в 1980 году приняты на вооружение более мощные ракеты Х-29 с боеголовкой массой 317 кг.

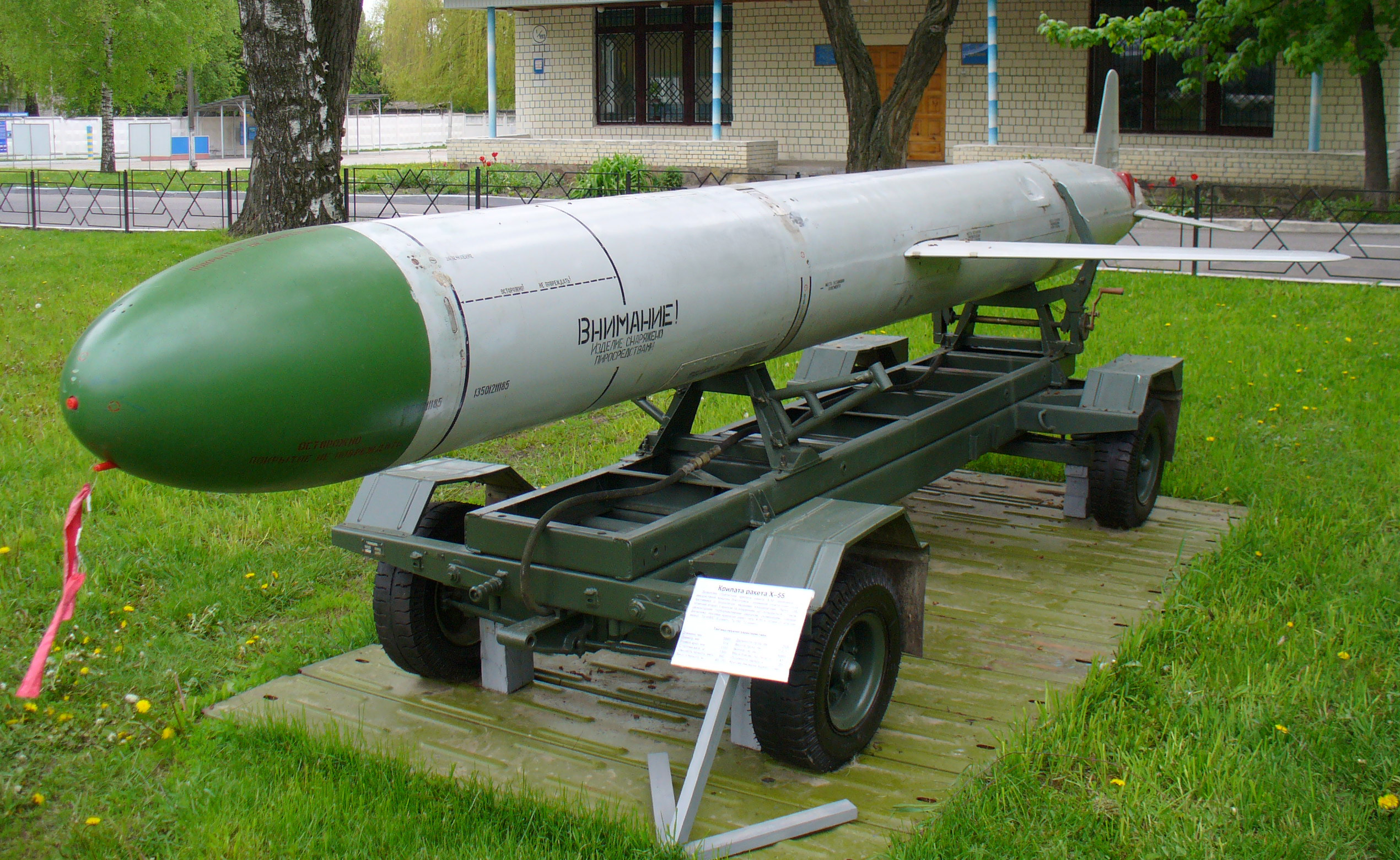
Советская стратегическая малогабаритная низковысотная ракета Х-55.

В 70-х годах изменилась концепция прорыва противовоздушной обороны вероятного противника. Если ранее основным способом был прорыв на большой скорости и большой высоте, то теперь пришли к выводу, что прорыв на малой высоте в режиме огибания рельефа местности приведёт к большему успеху. Вместе с этим решили увеличить количество одновременно прорывающихся ракет с целью насыщения ПВО противника, для чего потребовалось значительно увеличить количество ракет на одном носителе. Соответственно кардинально изменились технические задания для разработчиков ракет. Первыми в 1981 году маловысотную малогабаритную дозвуковую ракету «воздух—поверхность» AGM-86 ALCM приняли на вооружение ВВС США. В 1983 году на вооружение поступила и аналогичная советская дозвуковая стратегическая ракета Х-55.

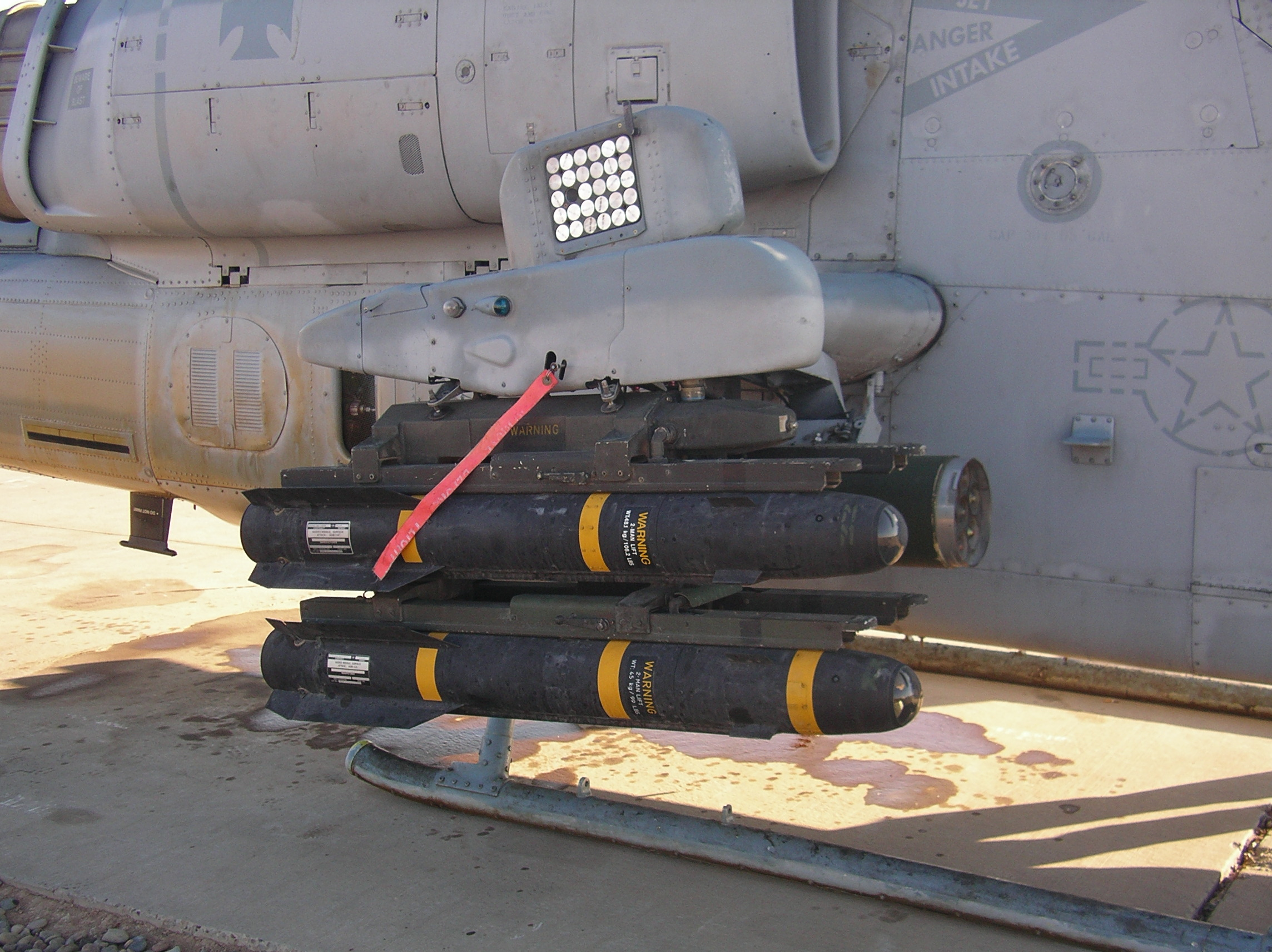
Противотанковые самонаводящиеся ракеты AGM-114 «Хеллфаер».

В СССР в 1982 году на вооружение авиации были приняты противотанковые ракеты «Вихрь», которые наводились по лазерному лучу. В США миниатюризация оптико-электронных систем позволила разработать для вертолётов лёгкую ракету «воздух—поверхность» оснащённую лазерной полуактивной системой самонаведения — AGM-114 «Хеллфаер», которая поступила на вооружение в 1985 году. Для корабельных вертолётов были разработаны лёгкие противокорабельные ракеты. Французская AS-15TT, массой всего 100 кг, стала самой лёгкой противокорабельной ракетой в мире. Она была оснащена командной системой наведения с отслеживанием траектории полёта ракеты радаром вертолёта носителя. Серийное производство AS-15TT началось в 1984 году. В Великобритании была разработана и принята в 1981 году на вооружение ракета Sea Skua, оснащённая полуактивной радиолокационной системой самонаведения.
Совершенствование корабельных систем ПВО США в 70-80-е годы потребовало создания нового поколения советских противокорабельных ракет, причём одним из требований к новым ракетам являлась возможность их установки на различные носители: корабли, самолёты и береговые установки. В результате к началу 90-х годов в СССР был создан ряд универсальных по носителям ракет с прямоточным воздушно-реактивным двигателем, обеспечивающим высокую скорость полёта. Первой была разработана относительно мощная и тяжёлая ракета Х-41, предназначенная для поражения кораблей и судов водоизмещением до 20000 тонн. За ней последовали ракета НПО «Машиностроения» Х-61 и ракета 3М54 МКБ «Новатор», которая входит в авиационный комплекс ракетного оружия «Калибр-А» (англ. Club-A). В комплекс «Калибр-А» также входит и ракета для нанесения ударов по стационарным наземным целям 3М14.

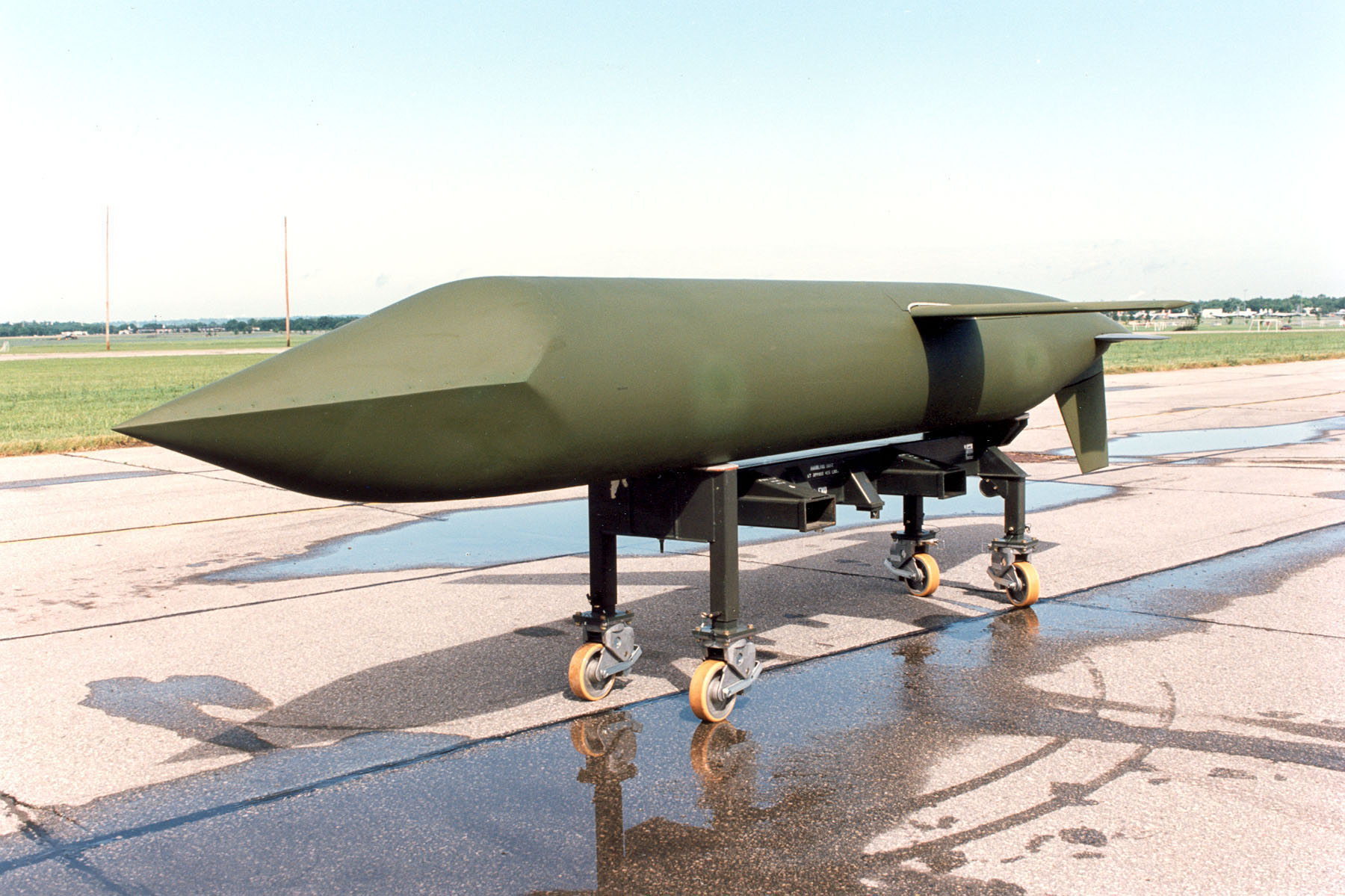
Американская стратегическая ракета AGM-129 ACM.

Несмотря на создание относительно мощных скоростных противокорабельных ракет, в СССР посчитали необходимым разработать и относительно лёгкую дозвуковую противокорабельную ракету — аналог американской AGM-84. Поступившей на вооружение в 1995 году ракетой Х-35 оснастили и противокорабельные вертолёты.
В 80-х развитие технологии «стелс» привело к созданию ракет «воздух—поверхность» с её элементами, что по мнению разработчиков уменьшало вероятность поражения ракеты системами ПВО. Первая ракета, сконструированная по технологии «стелс», AGM-129 ACM была передана ВВС США в 1987 году. Из-за распада СССР разработка советского аналога затянулась, первая уже российская малозаметная стратегическая ракета «воздух—поверхность» Х-101 была принята на вооружение только в 1999 году.

## Классификация

### Назначение
Тактические

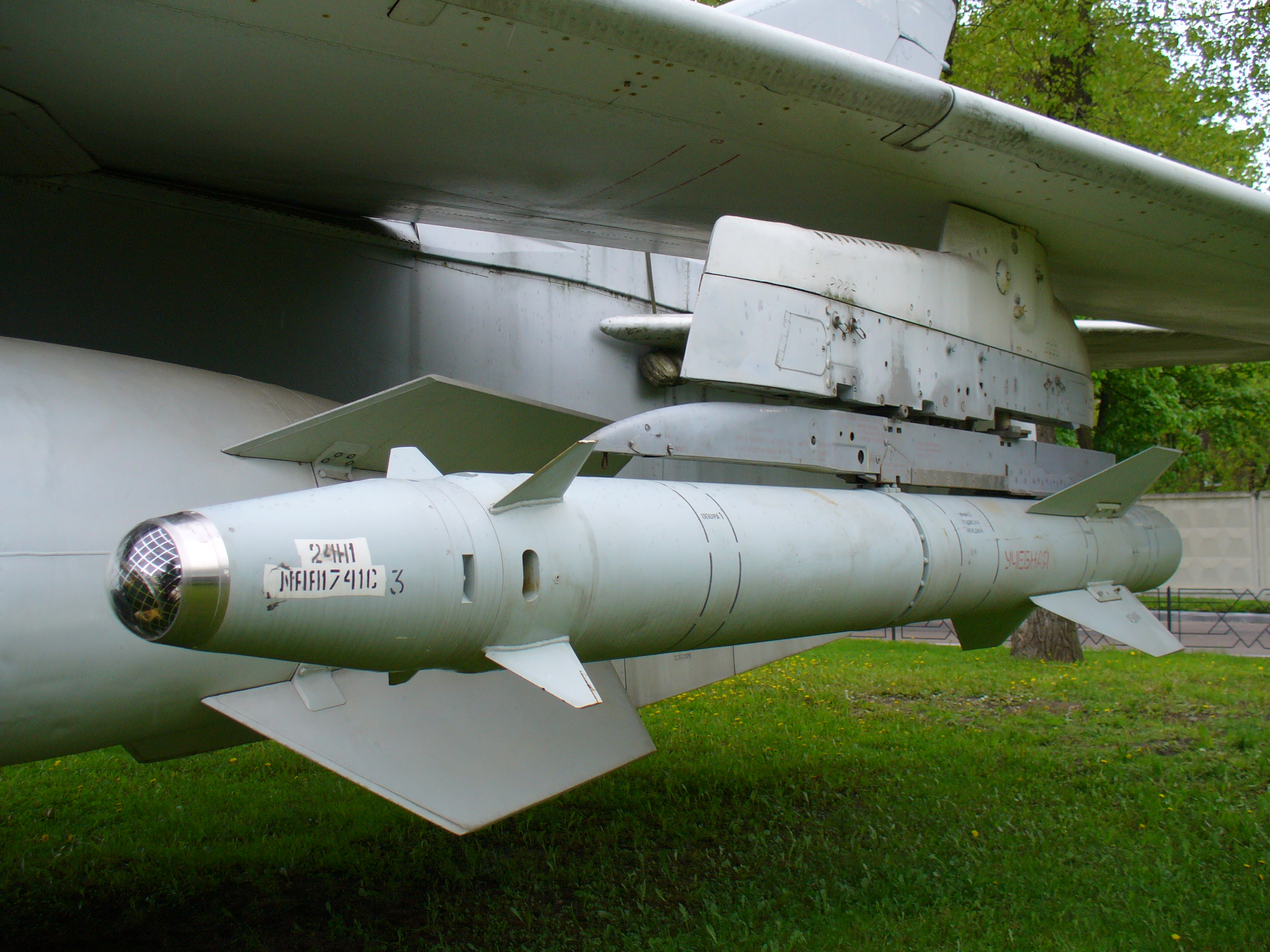
Тактическая советская ракета Х-25МЛ.

Предназначены для поражения целей в пределах тактической зоны противника. Стоят на вооружении истребительно-бомбардировочной, фронтовой бомбардировочной, штурмовой и армейской авиации. Дальность полёта тактических ракет около ста километров, масса порядка от нескольких десятков до сотен килограмм. Для управления используют системы теленаведения или самонаведения. В советской авиации данный термин, как правило, не применялся вследствие отсутствия «тактической авиации», её задачи решала «фронтовая авиация».
Оперативно-тактические
Предназначены для поражения целей в оперативной глубине территории противника, однако могут применяться и для поражения важных объектов в тактической зоне. Используются как фронтовой (тактической) авиацией, так и стратегическими и дальними бомбардировщиками. Обладают большей массой и дальностью полёта по сравнению с тактическими ракетами. Дальность полёта оперативно-тактических ракет несколько сотен километров, масса порядка одной - двух тонн. Для управления используют практически всё многообразие систем управления. К оперативно-тактическим относятся и противокорабельные ракеты большой дальности.
Стратегические
Предназначены для поражения важных целей в глубоком тылу противника. Как правило, обладают большой дальностью полёта и инерциальными системами самонаведения. Дальность полёта стратегических ракет превышает 1000 км, масса более одной тонны. Первоначально в качестве боевой части стратегических ракет использовался ядерный заряд, что сделало их важным компонентом ядерного сдерживания. Современные стратегические ракеты наравне с ядерными вооружены и обычными (конвенционными) боевыми частями.

### Цели
Ракеты «воздух—поверхность» являются универсальным оружием и могут поражать разнообразные виды целей. Однако среди них выделяют группы ракет, предназначенных для поражения определённых объектов. Как правило, они отличаются наличием определённой боевой части и/или системы наведения.

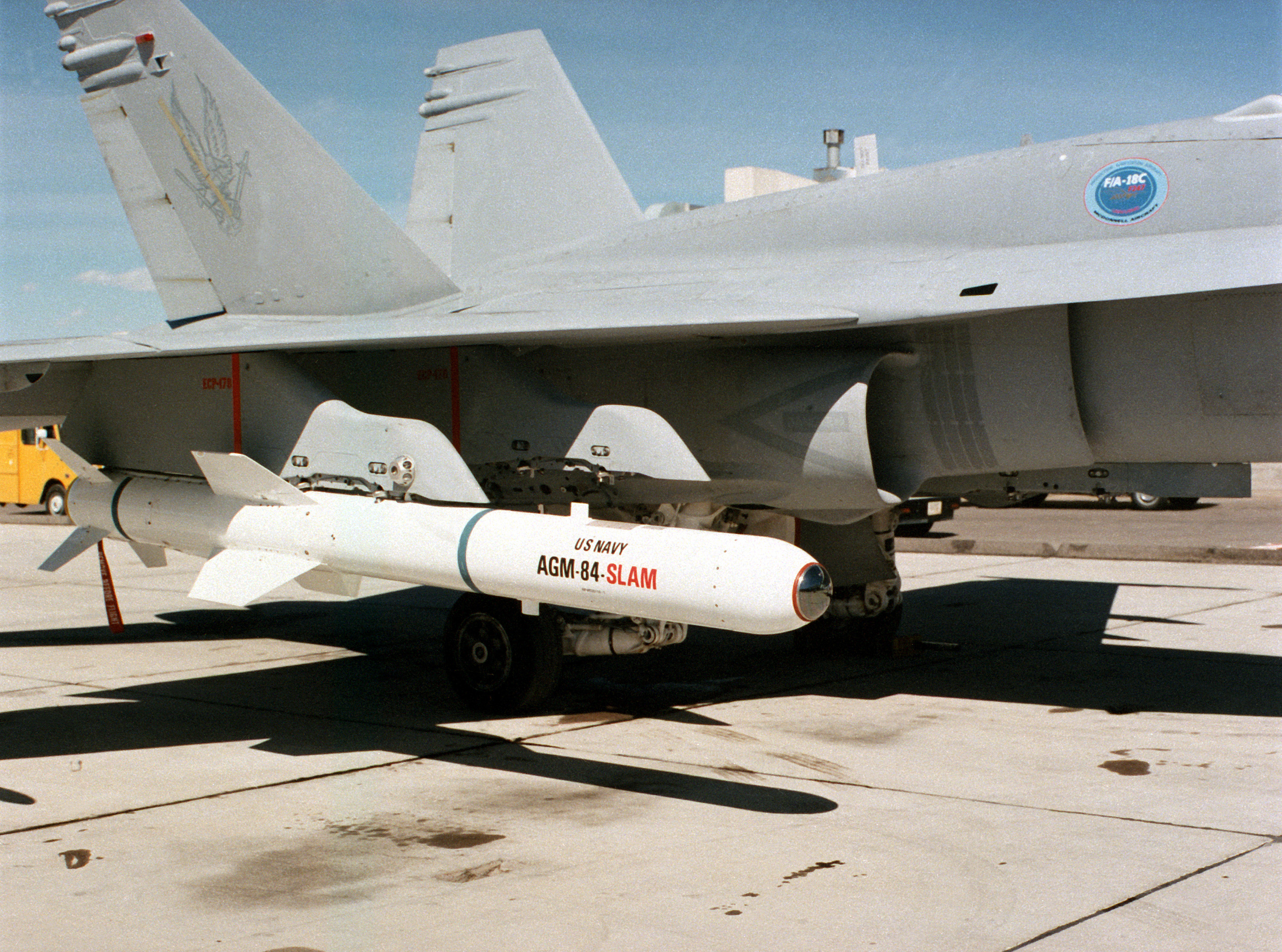
Противокорабельная ракета AGM-84H под крылом палубного истребителя F-18.

ПротивокорабельныеРакеты, предназначенные для поражения кораблей и судов противника. Как правило, имеют относительно большую массу и дальность полёта, фугасную боевую часть и радиолокационную систему наведения.
ПротиворадиолокационныеРакеты, предназначенные для поражения РЛС противника. Как правило, имеют фугасную боевую часть и пассивную радиолокационную систему наведения.
ПротивотанковыеРакеты, предназначенные для поражения бронетанковой техники противника. Как правило, имеют относительно маленькую массу и дальность полёта, кумулятивную боевую часть, в том числе тандемную.

### Дальность
Общепринятых пределов и границ классификации ракет класса «воздух—поверхность» по дальности не существует, поэтому в различных источниках одни и те же ракеты могут быть названы по-разному.
Малой дальностиНа ракетах малой дальности используют, как правило, крестообразное крыло; они оснащаются реактивными двигателями, системами теле- или самонаведения.
Средней дальностиРакеты средней дальности построены по разнообразным аэродинамическим схемам, начиная от классической (самолётной); как правило, используют комбинированные системы наведения и силовые установки.
Большой дальностиРакеты большой дальности используют плоское крыло для создания подъёмной силы, оснащаются высокоэкономичными турбовентиляторными двигателями, автономными системами наведения и имеют огромную (вплоть до межконтинентальной) дальность.

### Характер полёта
Аэробаллистические ракеты

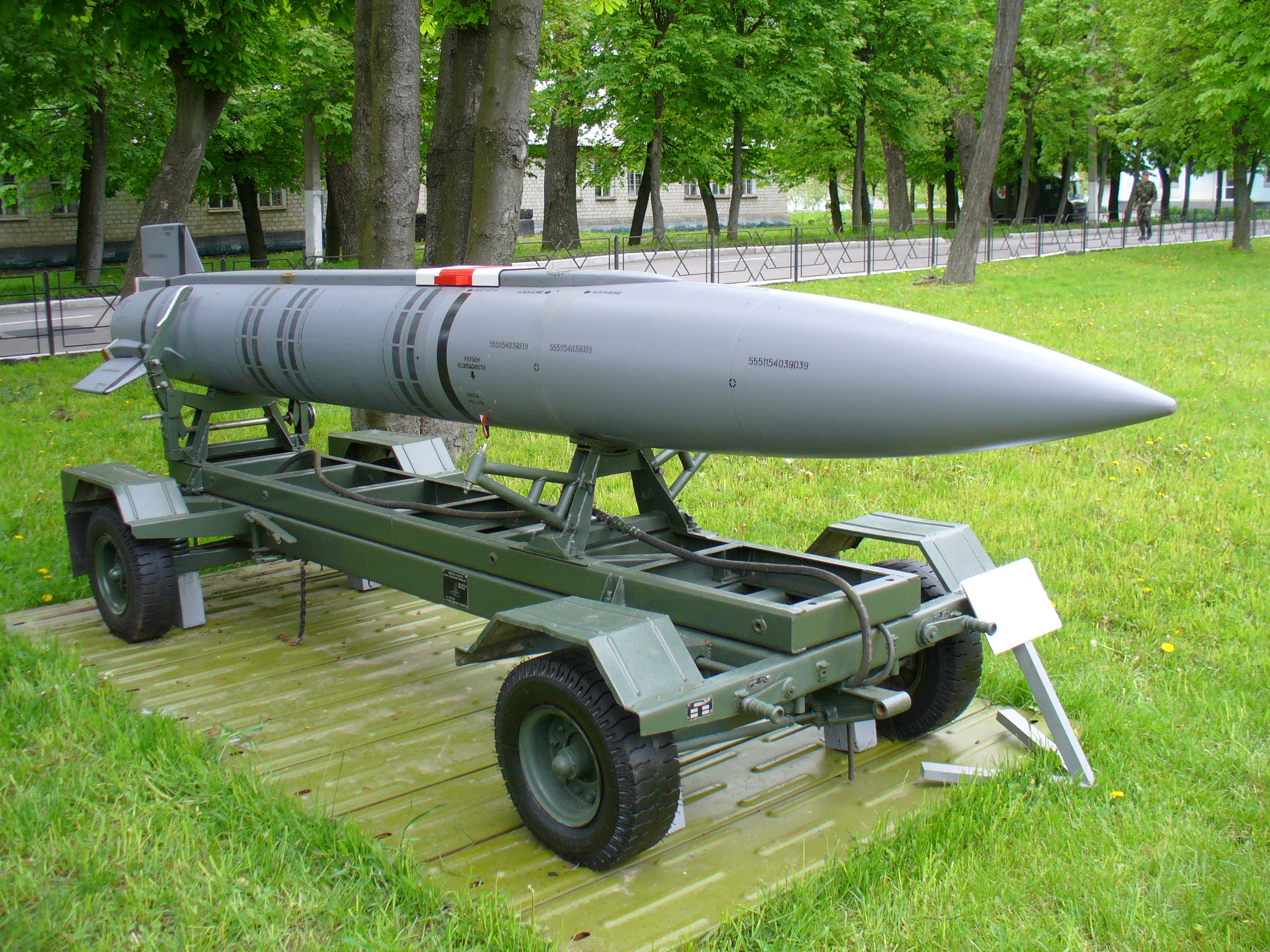
Аэробаллистическая ракета Х-15.

После пуска аэробаллистическая ракета летит по баллистической траектории, не используя для полёта аэродинамическую подъёмную силу. По конструкции они являются полными аналогами других баллистических ракет. Самолёт-носитель используется лишь для увеличения дальности действия подобного оружия.
Аэробаллистические ракеты:
- Х-15
- AGM-69 SRAM

Крылатые ракеты
Устаревшее наименование крылатых ракет, использующих классическую (самолётную) схему: самолёт-снаряд.
У крылатой ракеты основная подъёмная сила создаётся крылом с аэродинамическим профилем. Строго говоря, к крылатым ракетам относятся все ракеты, совершающие полёт с помощью аэродинамической подъёмной силы, в том числе ракеты сконструированные по бескрылой схеме, у которых аэродинамическая подъёмная сила формируется на корпусе. Как правило, на ракетах для поражения манёвренных целей установлено крестообразное крыло, для поражения неманёвренных целей - плоское.

## Конструкция

Ракета Х-29Т, построенная по схеме «утка».

Типовая ракета «воздух—поверхность» имеет вытянутый цилиндрический корпус. У ракет с самонаведением в передней части ракеты расположена головка самонаведения (ГСН) (блок I). За ней расположено бортовое радиоэлектронное оборудование (БРЭО) (блок II), которое управляет движением ракеты и наведением её на цель. Сигналы управления ракетой формируются автопилотом на основании информации об угловом положении цели от ГСН и информации от бортовых датчиков движения (датчики угловых скоростей и ускорений, линейных ускорений). Обычно за БРЭО находится боевая часть (блок III), состоящая из заряда взрывчатого вещества (ВВ) и  взрывателя. Боевые части ракет бывают ядерными, фугасными, объёмно-детонирующими, проникающими, кумулятивными и кассетными.
В задней части ракеты «воздух—поверхность» находится силовая установка (блоки IV, V), в качестве которой используют ракетный двигатель или воздушно-реактивный двигатель. На стратегических крылатых ракетах «воздух—поверхность» для достижения большой дальности полёта применяют многорежимные малогабаритные двухконтурные турбореактивные двигатели. На тактических и оперативно-тактических ракетах используют одно- и двухрежимные ракетные двигатели. Для достижения высоких скоростей полёта находят применение прямоточные воздушно-реактивные двигатели.
Ракеты с теленаведением часто имеют иную компоновку основных систем. У них в передней части находится боевое отделение, за ним расположена силовая установка с боковыми соплами, в хвостовой части - блок БРЭО с приёмниками телеинформации. В зависимости от выбранной схемы наведения приёмниками могут быть датчики лазерного или радио излучения, а также радиоприёмник, непосредственно получающий команды от системы наведения носителя. Для визуальной или автоматической пеленгации ракеты в хвостовой части устанавливается трассёр.
На корпусе ракеты, в зависимости от аэродинамической схемы, может располагаться крестообразное или плоское крыло (25). В качестве органов управления используются аэродинамические (с электрическим или гидравлическим приводом) или газовые рули (9). Аэродинамическими рулями могут быть собственно рули, поворотное крыло, элероны, роллероны или интерцепторы. Источниками питания ракеты могут быть электрические или гидроаккумуляторы, газовые или пороховые аккумуляторы давления.

## Системы наведения

### Теленаведение
Системы управления, при которых ракета меняет свою траекторию движения на основании информации, переданной из внешнего источника. Существуют системы с передачей как непрерывной информации, так и дискретной. Как правило, используется на ракетах малой дальности.
Радиокомандное (англ. Radio command)

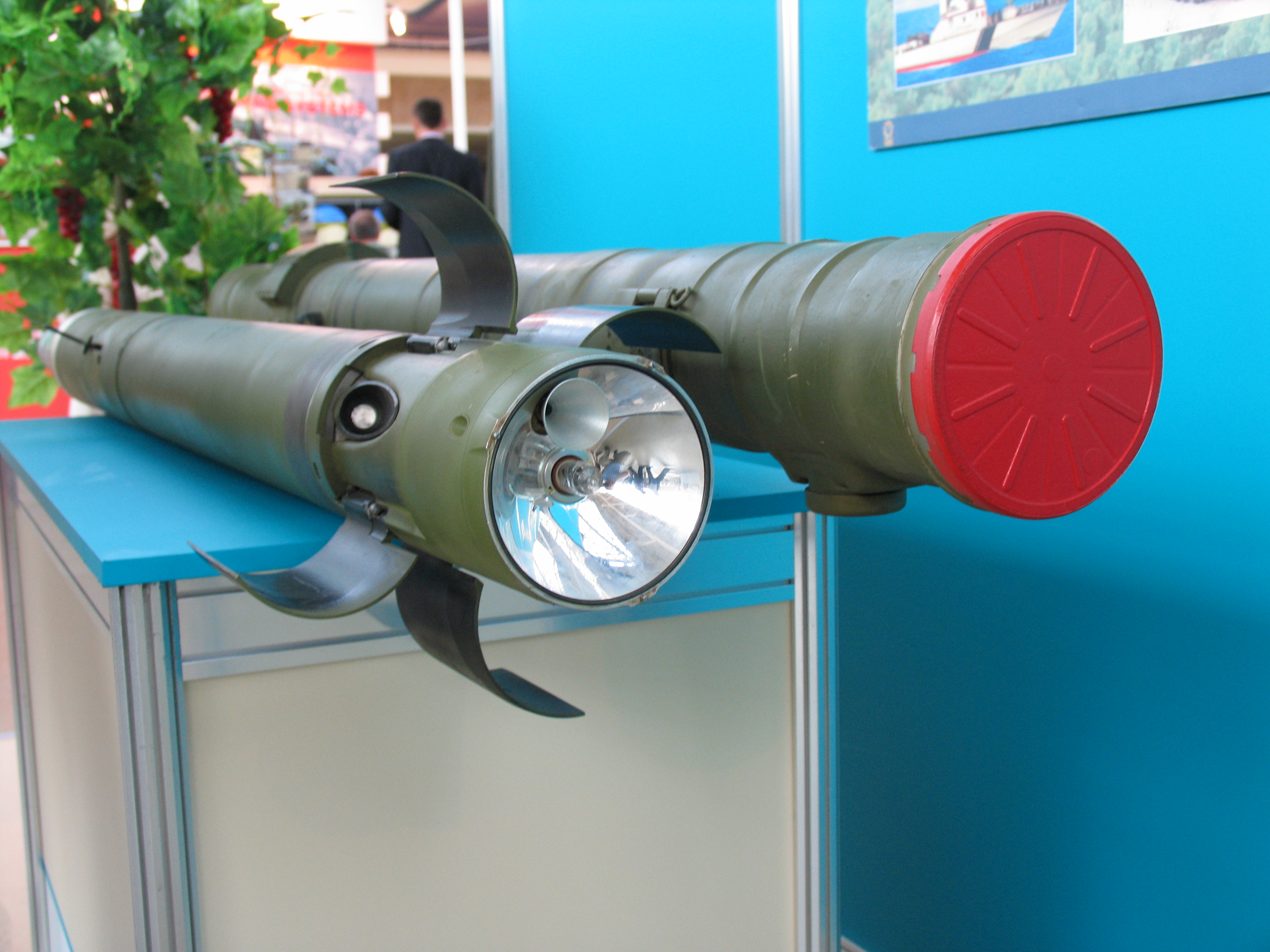
Хвостовая часть ракеты 9М120 «Атака» с трассёром.

Система наведения, в которой управляющие сигналы на рулевые машинки ракеты формируются на самолёте-носителе и передаются на ракету по радиоканалу или проводам. Является самой простой с точки зрения реализации. Первые управляемые ракеты Hs 293 использовали данную систему наведения, причем как в варианте с передачей сигналов по радио, так и по проводам. Управление ракетой осуществлялось непосредственно оператором, который отклонением ручки управления изменял отклонение рулей самой ракеты, тем самым контролируя её траекторию полёта. Для лучшей видимости в хвостовой части ракеты размещался трассёр. Современные системы радионаведения способны самостоятельно контролировать местоположение ракеты с помощью оптического датчика, который отслеживает трассёр ракеты, или радиолокатора и рассчитывать траекторию полёта ракеты до поражения цели; оператору наведения остаётся только удерживать прицельный маркер на цели.
Преимуществом системы радионаведения является независимость от погодных условий и времени суток, а также высокая помехозащищённость канала связи и относительно высокая скрытность. К недостаткам относится ограничение манёвренности носителя после пуска и необходимость визуального обнаружения цели до пуска.
Используется на ракетах:
- Hs 293
- Штурм-В · Атака · Х-23 · Х-25МР
- AGM-12
- AS.11 · AS.12 · AS.15TT · AS.20 · AS.30

Телевизионно-командное (англ. TV-guided)
В целом аналогична радиокомандной системе наведения. Основным отличием является установленная на борту ракеты телевизионная камера, с помощью которой оператор наведения осуществляет контроль полёта ракеты. Оператор наведения получает в режиме реального времени изображение местности, над которой пролетает ракета, и управляет полётом, ориентируясь по заметным ориентирам. После обнаружения цели оператор ориентирует ракету в её направлении. Как правило, данная система управления является элементом комбинированной системы наведения, в которой возможен выход ракеты в район цели с помощью автономной инерциальной системы наведения и самонаведение после обнаружения цели телевизионной ГСН.
Преимущества системы аналогичны радиокомандной системе, однако она не стесняет в манёвре носитель после пуска и имеет значительно большую дальность действия, так как отсутствует необходимость визуального сопровождения полёта ракеты. Основным недостатком является узкое поле зрения телевизионной ГСН, которая в сочетании с высокой скоростью полёта приводит к потере ориентировки оператором наведения.
Используется на ракетах:
- Х-59
- AGM-142
- AJ.168

Наведение по радио лучу (англ. Radio beam-riding)
Наведение, при котором ракета ориентируется относительно направленного на цель фокусированного радиолуча самолёта-носителя. Бортовые датчики-потенциометры ракеты вырабатывают сигналы системе управления на основании углового отклонения от направления равносигнальной зоны луча. Во время наведения пилот должен удерживать на одной линии объект атаки, трассёр ракеты и прицел, поэтому данный метод также называют «методом трёх точек».
Недостатком подобной системы наведения является ограниченность зон возможных пусков ракеты, отсутствие возможности для манёвра носителя во время наведения, невысокая точность попадания.
Используется на ракетах:
- Х-66

Наведение по лазерному лучу (англ. Laser beam-riding)
Наведение, при котором ракета ориентируется относительно направленного на цель модулированного лазерного луча. Бортовые датчики вырабатывают сигналы системе управления на основании величины горизонтального и вертикального отклонения ракеты от луча, так чтобы ракета постоянно находилась на оси лазера.
Преимущества и недостатки системы наведения по лазерному лучу аналогичны полуактивной лазерной системе самонаведения, за исключением более высокой скрытности, так как потребная мощность лазера для теленаведения намного меньше.
Используется на ракетах:
- Вихрь
- Атака (ПТУР)

### Самонаведение
Системы, при которых информация для изменения траектории полёта ракеты выдаётся автономно на борту ракеты от её головки самонаведения (ГСН). Головка самонаведения использует излучаемую или отражённую энергию цели. Различают активное самонаведение — первичный источник энергии находится на борту ракеты, полуактивное — источник энергии находится вне ракеты (на борту носителя, воздушного или наземного целеуказателя) и пассивное — источником энергии служит сама цель.

#### Активное самонаведение
Активное радиолокационное

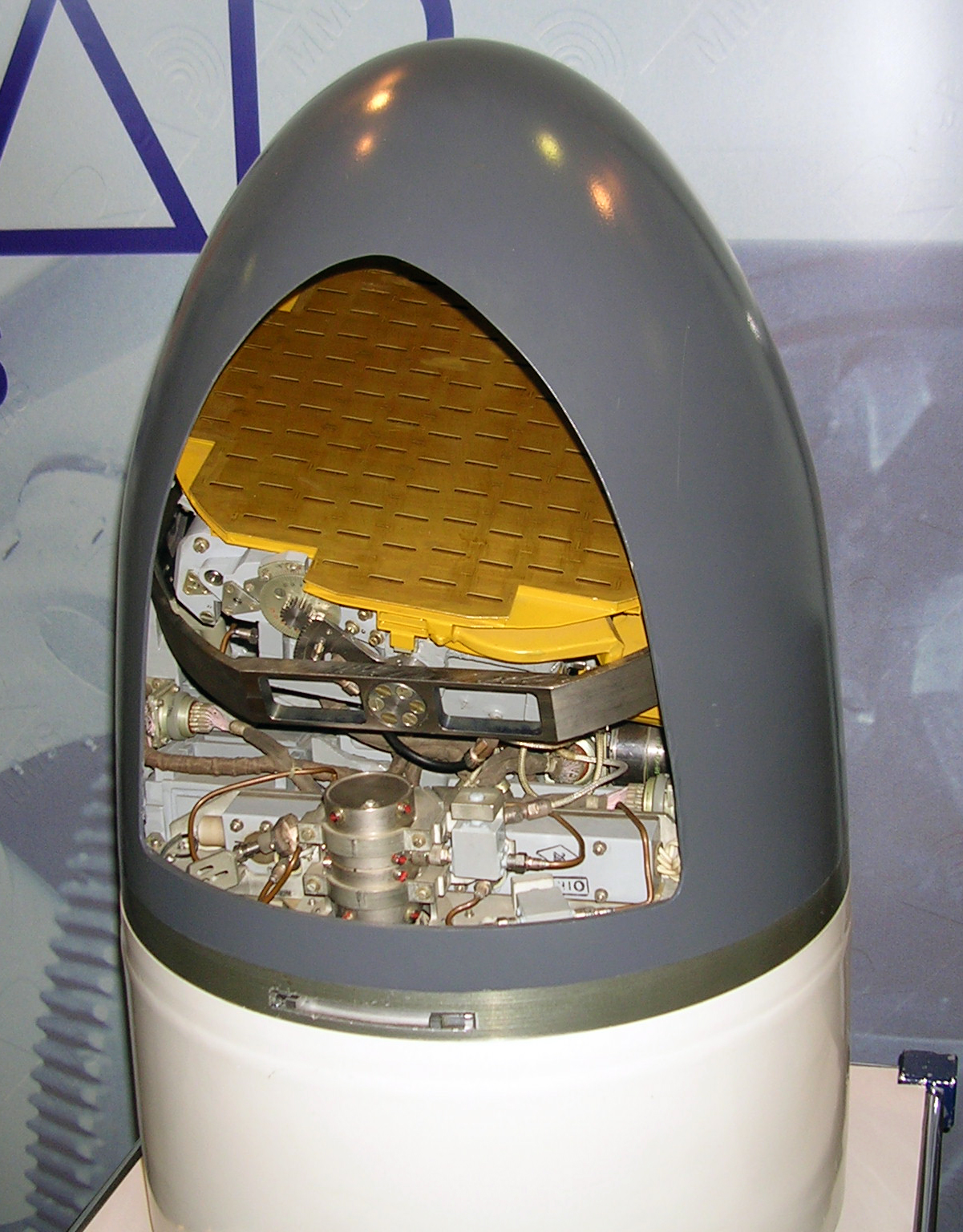
Активная радиолокационная ГСН ракеты Х-35Э.

Система наведения, при которой ракета ориентируется на отражённый целью радиолокационный сигнал, генерированный бортовой РЛС. Первые активные радиолокационные ГСН могли обнаруживать только относительно крупные радиоконтрастные цели, например, корабли, поэтому в первую очередь нашли применение на противокорабельных ракетах. Прогресс в разработке малогабаритных высокочастотных РЛС позволил создавать ракеты с малогабаритной РЛС миллиметрового диапазона, которые могут различать малоразмерные цели, например, танки. Тем не менее, дальность действия РЛС ракеты зависит от размера антенны, которая ограничена диаметром корпуса, поэтому ракеты с АРЛС ГСН нередко используют дополнительные методы для сближения с целью на дистанцию действия бортовой РЛС. К ним относятся инерциально-корректируемый метод наведения, полуактивный радиолокационный или теленаведение.
Используется на ракетах:
- К-10С · КСР-2 · КСР-5 · Х-15С · Х-25МА · Х-31А · Х-35 · Х-38МА(Э)
- AGM-114L[4][5]

#### Полуактивное самонаведение
Полуактивное радиолокационное
Система наведения, при которой ракета ориентируется на отражённый целью радиолокационный сигнал, генерированный РЛС носителя или целеуказателя, в качестве которого чаще всего также выступает летательный аппарат. Обособленно полуактивное радиолокационное самонаведение использовалось только на ранних противокорабельных ракетах. В настоящее время данный способ самонаведения используется для увеличения дальности пуска ракет с активным радиолокационным самонаведением.
Используется на ракетах:
- КС Комета
- Sea Skua

Лазерное полуактивное

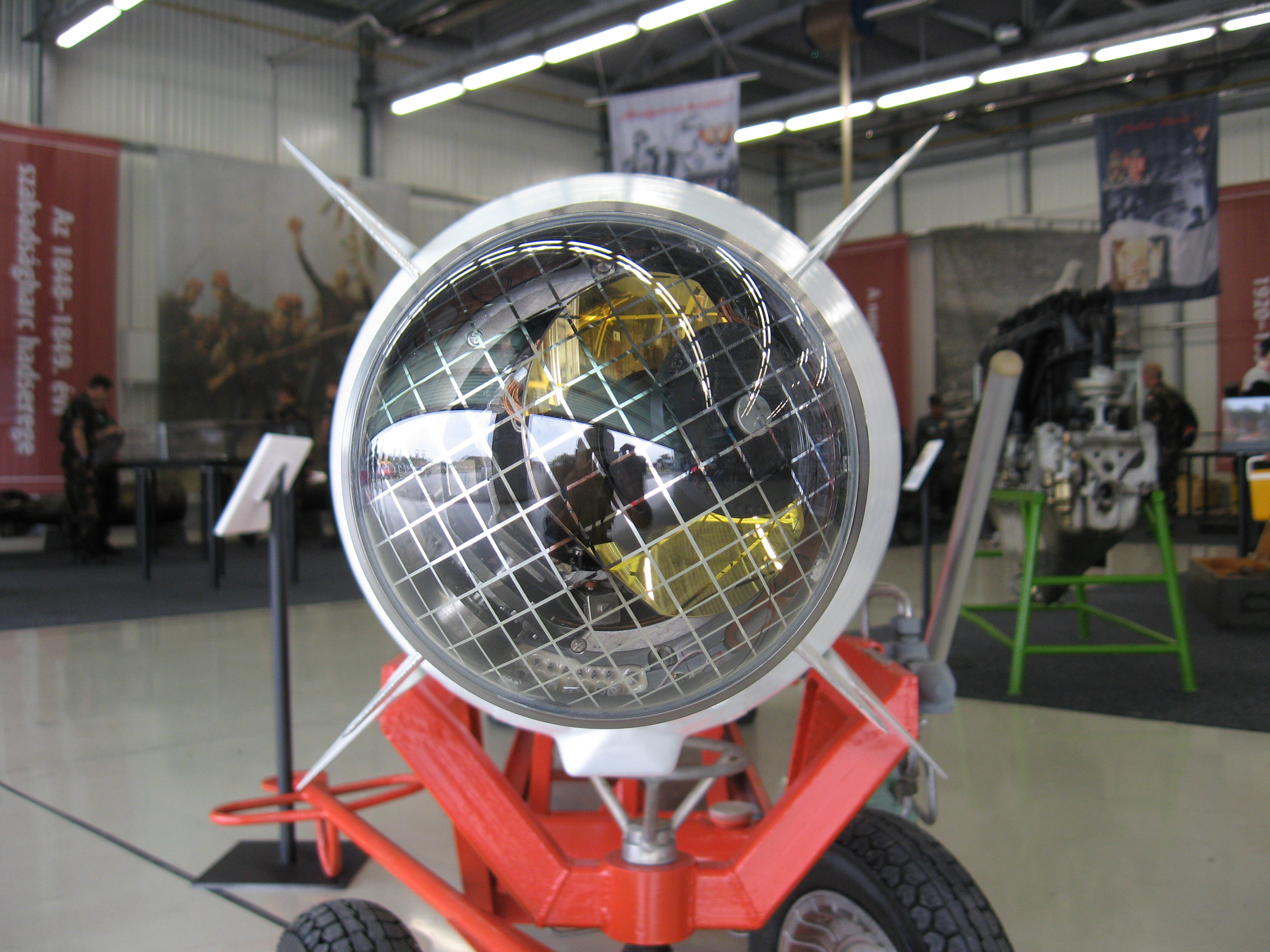
Лазерная полуактивная ГСН ракеты Х-29Л.

Системы, в которых головка самонаведения ориентируется на центр отраженного пятна лазерного излучения с носителя или воздушного, или наземного авианаводчика. Получая отраженную лазерную энергию, головка самонаведения определяет угловые координаты цели, на основании которых система управления ракеты в соответствии с заданной программой полёта вырабатывает команды управления движением. С момента пуска до поражения лазер должен удерживаться на цели оператором наведения. При использовании авианаводчика возможна стрельба по не наблюдаемой с носителя цели, в этом случае захват цели возможен на траектории полёта ракеты.
Достоинством полуактивной лазерной системы наведения является высокая точность попадания ракеты в цель, что позволяет поражать одиночные манёвренные малоразмерные объекты. К недостаткам относится зависимость от погодных условий, а также состава и загрязнённости атмосферы. Особенность системы требует постоянного подсвета цели лазером, поэтому самолёт-носитель ограничен в манёвре после пуска ракеты, либо требуется использование наземного авианаводчика или другого самолёта, который будет осуществлять целеуказание.
Используется на ракетах:
- С-25Л · Х-25МЛ · Х-29Л · Х-38МЛ(Э)
- AGM-65E · AGM-114A/B/C/F/K
- AS.30L

#### Пассивное самонаведение
Телевизионное

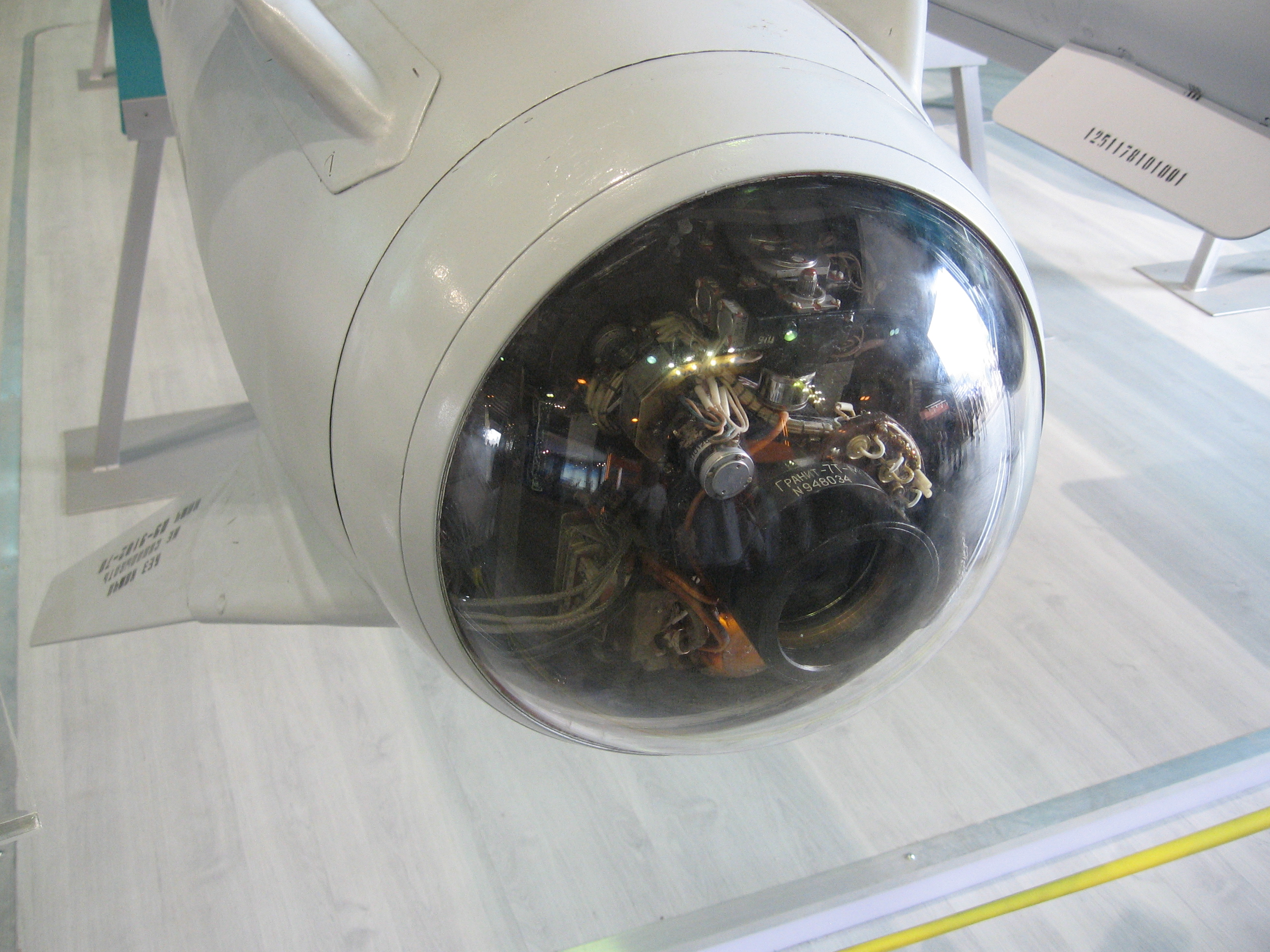
Телевизионная ГСН ракеты Х-59.

Системы, в которых головка самонаведения ориентируется на светоконстрастный тёмный или светлый относительно окружающего фона край цели. Причём линия контраста может формироваться не только контрастным цветом на общем фоне, но и падающими солнечными лучами и тенями. После прицеливания изображение цели фиксируется в памяти ракеты и по мере приближения к цели автоматически обновляется. Основным элементом телевизионной ГСН является черно-белая оптико-электронная телекамера. На советских ракетах использовалась аналоговая телекамера с телевизионным стандартом 625 строк на 550 линий, в современных телевизионных ГСН используется ПЗС-матрица. Телевизионное самонаведение является пассивным, что позволяет производить атаку, скрытую от противника.
Достоинством телевизионной системы наведения является высокая точность попадания ракеты в цель, что позволяет поражать одиночные манёвренные малоразмерные объекты. К тому же телевизионная система после пуска является автономной, поэтому никак не ограничивает носитель в манёвре, что реализует принцип «выстрелил-забыл». К недостаткам относится сильная зависимость от погодных условий, а также состава и загрязнённости атмосферы. Телевизионная система самонаведения эффективно работает только при ярком контрастном свете.
Используется на ракетах:
- Х-25МТ · Х-29Т(Э)
- AGM-65A/B · AGM-65H/K (ПЗС-матрица 480×480 px)

Тепловизионное
В целом аналогична телевизионной системе самонаведения, только работает не в панхроматическом, а в инфракрасном диапазоне длин волн. Иногда тепловизионные системы самонаведения ракет «воздух—поверхность» путают с инфракрасной системой наведения ракет «воздух—воздух», однако эти системы имели принципиальное отличие. Изначально тепловизионная система ракеты «воздух—поверхность» формировала изображение цели, в отличие от ИКГСН ракеты «воздух—воздух», которая наводилась на тепловое пятно. Современные инфракрасные системы самонаведения обоих типов ракет принципиальных отличий не имеют - обе формируют изображение цели с помощью камеры на базе матрицы ПЗС.
Достоинства и недостатки аналогичны телевизионной системе наведения. Однако тепловизионная система самонаведения может работать при низкой освещённости и ночью.
Используется на ракетах:
- Х-25МТП · Х-29ТД · Х-38МТ(Э)
- AGM-65D/F/G

Пассивное радиолокационное

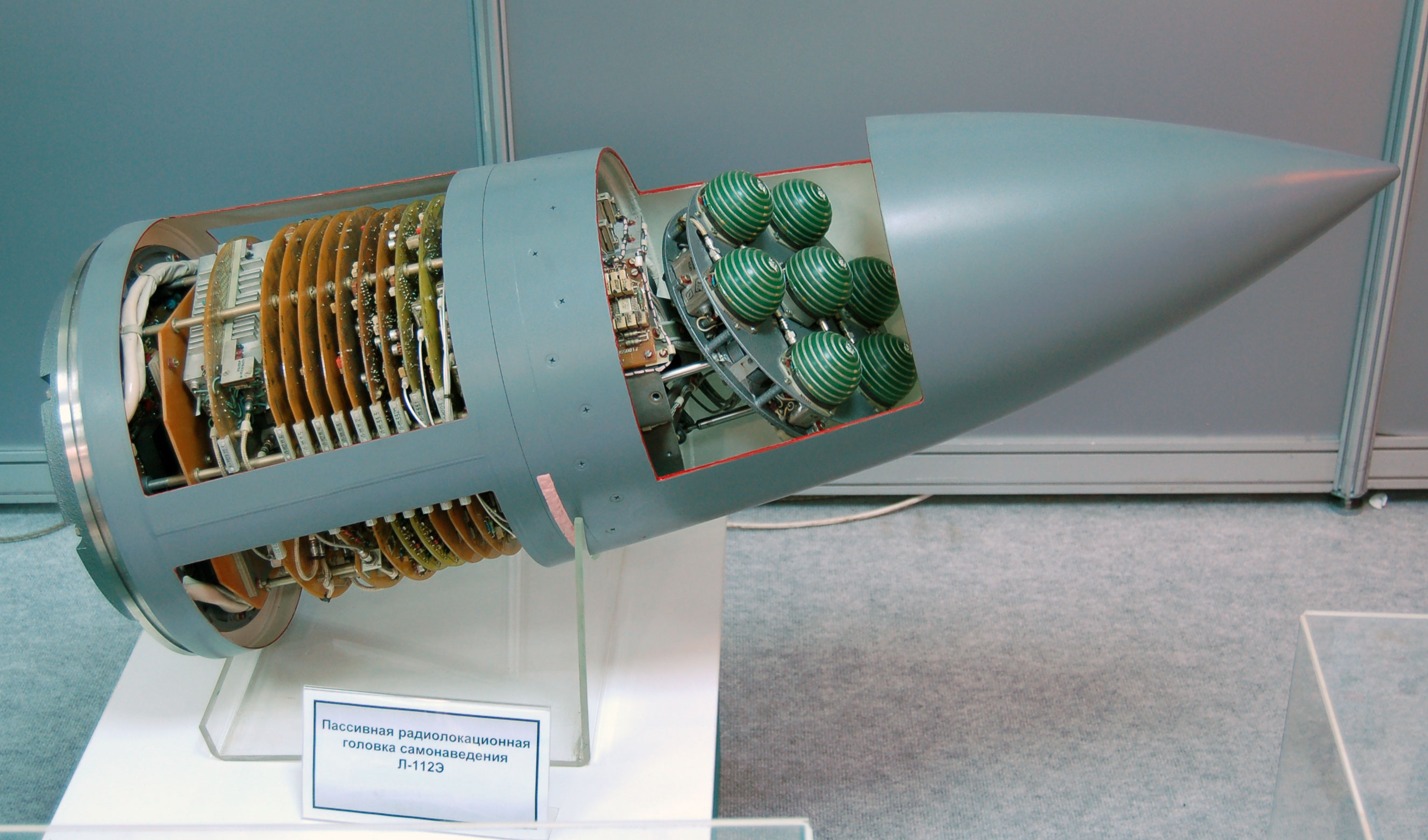
Пассивная радиолокационная ГСН ракеты Х-31П.

Система наведения, при которой ракета ориентируется на генерированный целью радиосигнал. Пассивные радиолокационные ГСН обеспечивают пеленгационное наведение во всех радиочастотных диапазонах. Они наводятся не только на основной луч РЛС, но и боковые лепестки диаграммы направленности антенны. Первые ракеты с ПРЛС ГСН теряли цель при выключении источника радиоизлучения или отвороте направленного радиолуча антенны РЛС от летящей к ней ракеты. Современные пассивные радиолокационные системы наведения имеют функцию «запоминания» местоположения источника, а также способны перенацеливаться на более опасные для самолёта-носителя источники радиоизлучения, такие как РЛС подсвета цели.
Используется на ракетах:
- КСР-11 · Х-15П · Х-25МП/МПУ · Х-27ПС · Х-28 · Х-31П · Х-58
- AGM-45 · AGM-88

### Автономное
Системы, которые вырабатывают команды управления ракетой на основе заложенной на борту программы. Как правило, используются на ракетах для ударов по стационарным целям или в комбинации с другими системами наведения.
Инерциальное (англ. Inertial)

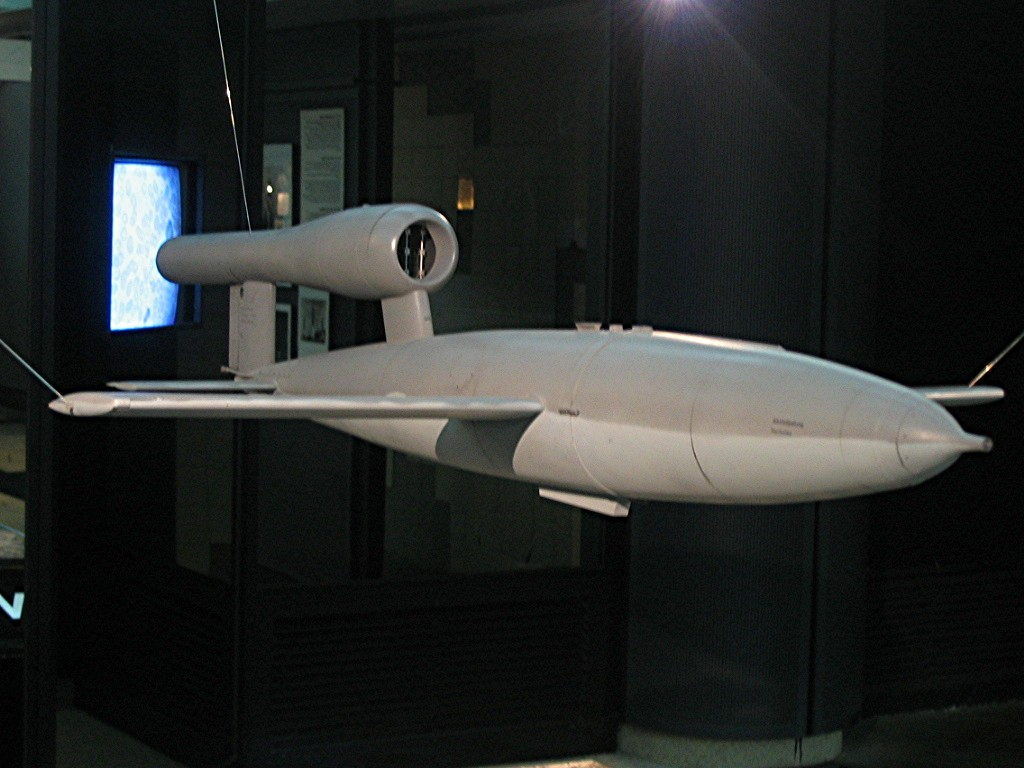
Первая ракета с инерциальной системой наведения Fi 103

Системы, в которых параметры полёта ракеты определяются способами, базирующимися на свойстве инерции тел. В отличие от других систем наведения данная полностью автономна, ей не нужно никаких внешних источников информации или ориентиров. Установленные на борту датчики определяют ускорения летящей ракеты, на основании которых рассчитывают её скорость, траекторию, координаты, а также данные для коррекции полёта. Первая стратегическая крылатая ракета Fi 103 была оснащена простейшей инерциальной системой, позволяющей только поддерживать прямолинейный полёт и в расчётное время переводить ракету в пике. Современные инерциальные системы включают акселерометры для измерения ускорений ракеты, гироскопы для определения углов тангажа, рысканья и крена, блок времени, блок начальной информации о параметрах движения и координатах ракеты во время старта и вычислительную систему для расчёта текущих координат и параметров движения ракеты на основании данных вышеперечисленных блоков.
Преимуществами инерциальной системы является полная автономность и абсолютная помехозащищённость. Основным недостатком является постепенное накопление ошибки определения текущих координат и параметров движения, который частично решается коррекцией системы.
Используется на ракетах:
- Fi 103
- Х-15
- AGM-69

Инерциально-корректируемое
Инерциальные системы с возможностью коррекции накопленной ошибки определения координат и параметров движения с помощью внешних источников информации. Нередко методы коррекции используют комбинированно, повышая точность системы.
- Коррекция навигационной аппаратурой потребителя глобальной навигационной спутниковой системы (ГНСС) (или спутниковая коррекция) — коррекция, выполняемая по данным приёмника одной из систем спутниковой навигации (GPS) или их комбинации. Современные ракеты могут использовать данные систем NAVSTAR, ГЛОНАСС, Galileo и других. Система наведения сравнивает рассчитанные инерциальной системой координаты с полученными приёмником и вычисляет текущую ошибку для её коррекции. Данная система коррекции уязвима из-за возможных радиоэлектронных помех противника, а также из-за возможности уничтожения самих навигационных спутников, поэтому на стратегических крылатых ракетах она комбинируется с иными системами коррекции. Система используется на ракетах:
  -  Х-101 (ГЛОНАСС)
  -  AGM-86C (NAVSTAR)
- Рельефометрическая экстремально-корреляционная система коррекции (или коррекция по рельефу местности) (англ. Terrain Contour Matching (TERCOM)) — коррекция, выполняемая по результатам сравнения эталонного профиля рельефа с рельефом, над которым пролетает ракета в текущий момент. До пуска на борт ракеты загружают карту рельефа вдоль маршрута полёта. Во время коррекции высотомер формирует непрерывный поток данных о высоте полёта в виде последовательности превышений и понижений, которая «ищется» на карте, причём сравниваются именно последовательности относительных высот, а не абсолютные значения. После обнаружения совпадения система управления ракеты получает точные координаты маршрута во время коррекции и может рассчитать величину накопившейся ошибки, чтобы провести коррекцию траектории. Ранние системы коррекции по рельефу местности не позволяли загружать карты рельефа на весь маршрут из-за ограничений памяти, поэтому в систему управления загружали карты отдельных зон. Их размеры выбирали таким образом, чтобы при максимальном значении вероятной ошибки ракета гарантированно пролетала над зоной коррекции. Между ними ракета летела только с помощью инерциальной навигационной системы. Позднее появился усовершенствованный вариант — англ. Terrain Profile Matching (TERPROM), который способен непрерывно отслеживать местоположение ракеты. В систему загружают цифровую карту местности вдоль маршрута, на базе которой «предсказывается» текущее значение высоты. Затем рассчитанное значение сравнивается с полученным от высотомера истинным значением. Разница используется для оценки текущей ошибки навигационной системы и её коррекции.[6]  Точность системы зависит от количества и размеров элементарных участков местности (ячеек), над которыми измеряется высота полёта. Чем меньше размер ячейки и больше их количество в одной последовательности, тем выше точность системы, также точность зависит от погрешности измерения высоты. В современных ракетах вместо радиовысотомера используют лазерный дальномер, что улучшает точность системы. Вдоль маршрута полёта над морем вместо карт рельефа используют карты магнитных полей. Система используется на ракетах:
  -  Х-55 · Х-65
  -  AGM-86B · AGM-129 (лазерная)
- Оптико-электронная экстремально-корреляционная система коррекции (англ. Digital Scene-Mapping Area Correlator(DSMAC)) — коррекция, выполняемая по результатам сравнения эталонного изображения местности с изображением, полученным оптико-электронной камерой ракеты. Принципиально не отличается от коррекции по рельефу местности. До пуска на борт ракеты загружаются изображения местности вдоль маршрута полёта ракеты, района цели, а также самой цели. Во время полёта установленная на борту камера делает снимки местности, которые «ищутся» на эталонных изображениях. После обнаружения совпадения система управления ракеты получает точные координаты на момент съёмки и может рассчитать величину накопившейся ошибки, чтобы провести коррекцию траектории. Как правило, данный вид коррекции используется на заключительном участке полёта в районе цели. Система используется на ракетах:
  -  Х-55ОК · Х-101
  -  AGM-86C

### Комбинированные
Системы, в которых сочетаются в качестве элементов вышеописанные системы управления. Как правило, на начальном и среднем участках траектории полёта ракеты используют автономное и теленаведение, на конечном участке - самонаведение.

## Двигатели
Ракеты «воздух—поверхность» оснащаются реактивными двигателями, т.е. двигателями, создающими необходимую для движения ракеты силу тяги посредством преобразования тепловой энергии сгораемого топлива в кинетическую энергию реактивной струи рабочего тела. Различают два основных класса реактивных двигателей - ракетные (у которых горючее и окислитель находятся на борту ракеты) и воздушно-реактивные (у которых в качестве окислителя используется воздух). Двигатели характеризуют рядом параметров:
- удельная тяга - отношение создаваемой двигателем тяги к массовому расходу топлива;
- удельная тяга по весу — отношение тяги двигателя к весу двигателя.

В отличие от ракетных двигателей, тяга которых не зависит от скорости движения ракеты, тяга воздушно-реактивных двигателей (ВРД) сильно зависит от параметров полёта - высоты и скорости. Пока не удалось создать универсальный ВРД, поэтому эти двигатели рассчитываются под определённый диапазон рабочих высот и скоростей. Как правило, разгон ракеты с ВРД до рабочего диапазона скоростей осуществляется самим носителем либо стартовым ускорителем.
| Характеристика                         | РДТТ         | ЖРД          | ПуВРД   | ТРД         | ПВРД  | ГПВРД |
| -------------------------------------- | ------------ | ------------ | ------- | ----------- | ----- | ----- |
| Рабочий диапазон скоростей, число Маха | не ограничен | не ограничен | 0.3-0.8 | 0-3         | 1.5-5 | >5    |
| Удельная тяга, м/с                     | 2000-3000    | 2000-4000    | ~7000   | 15000-30000 |       |       |
| Удельная тяга по весу                  | нет          | ~100         |         | ~10         |       |       |

### Ракетные двигатели
Твердотопливные ракетные двигатели

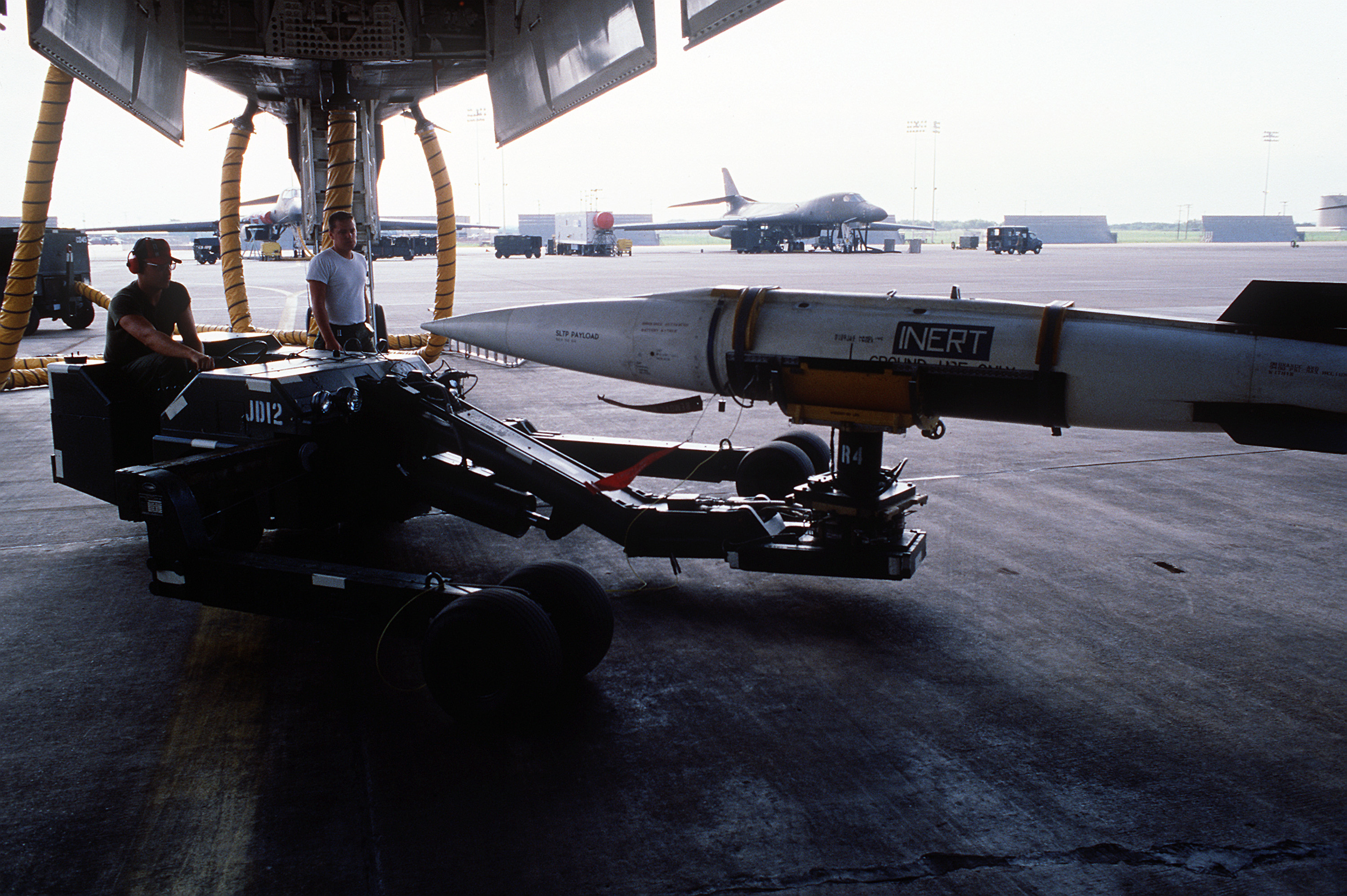
Аэробаллистическая ракета AGM-69 во время погрузки на борт B-1B.

В ракетном двигателе твёрдого топлива (РДТТ) используются твёрдое горючее и окислитель. Благодаря простоте конструкции этими двигателями оснащались первые неуправляемые авиационные ракеты. Первые ракеты «воздух—поверхность» имели большие габариты, поэтому РДТТ проигрывал ЖРД по массо-габаритным характеристикам из-за более низкого удельного импульса (1000-1500 м/с против 1500-2500 м/с у первых ЖРД). По мере развития данного класса ракет их масса и габариты уменьшались, при условии равенства дальности полета и массы полезной нагрузки, а удельный импульс твердотопливных ракетных двигателей благодаря использованию смесевых топлив возрос до 2800-2900 м/с. В этих условиях высокая надёжность, возможность долговременного хранения и относительная дешевизна этих двигателей привела к их широкому распространению на ракетах «воздух—поверхность» малой и средней дальности. Применение РДТТ на ракетах большой дальности возможно при применении аэробаллистической траектории полета.
Представители ракет
- ПТРК:  «Вихрь»  AGM-114 «Hellfire»
- ПКР:  «Gabriel» Mk3  «Penguin»  «Экзосет»
- малой и средней дальности: Х-25 · Х-29 · Х-58  AGM-65 «Maverick»
- противорадиолокационные: AGM-88 HARM
- с аэробаллистической траекторией большой дальности: Х-15  AGM-69 SRAM

Жидкостные ракетные двигатели (ЖРД)

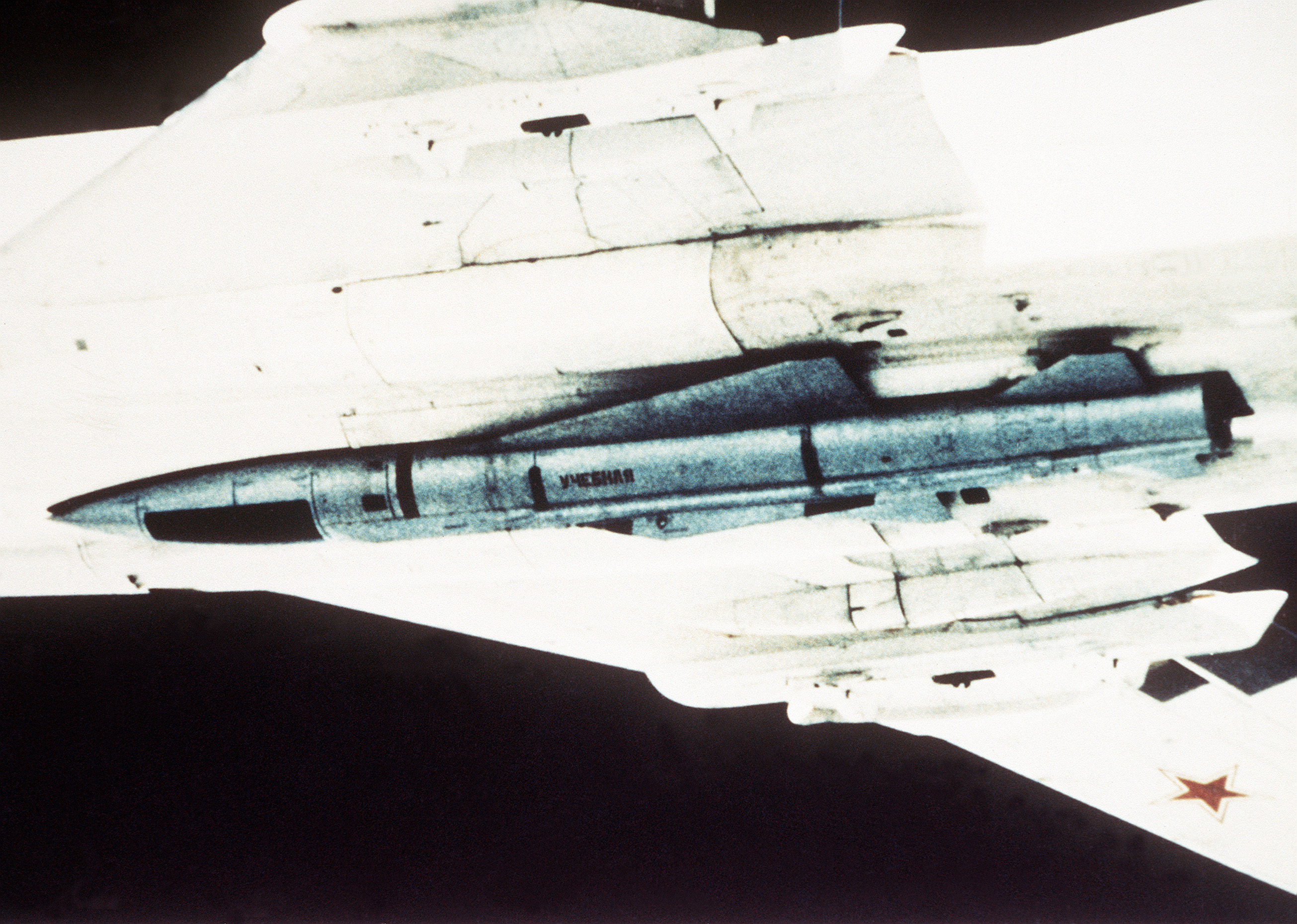
Ракета Х-22 с ЖРД под фюзеляжем Ту-22М.

В ЖРД используются жидкие горючее и окислитель. В 1940-1950-х годах благодаря отработанной конструкции и более высокому, по сравнению с РДТТ того времени, удельному импульсу, ЖРД стали применяться на первых ракетах «воздух—поверхность» средней и большой дальности. Жидкостным двигателем была оснащена самая первая управляемая ракета «воздух—поверхность» — немецкая Hs 293. Создание твердотопливных двигателей с высоким удельным импульсом привело к постепенному вытеснению жидкостных двигателей с ракет «воздух—поверхность» малой дальности. Эффективное применение жидкостных двигателей на ракетах большой дальности возможно только при использовании высотной траектории полета. В 1960-е — 1970-е годы появились средства дальней противовоздушной и противоракетной обороны. Поэтому на ракетах «воздух—поверхность» стала применяться энергозатратная низковысотная траектория полета. И вместо жидкостных ракетных двигателей на ракетах большой дальности стали применять воздушно-реактивные двигатели.
Представители ракет
- Малой и средней дальности:  Hs 293  Х-28  AGM-12 Bullpup
- Большой дальности:  КСР-2 · КСР-5 · Х-22 · Х-45

### Воздушно-реактивные двигатели
Пульсирующие реактивные двигатели (англ. Pulse jet)

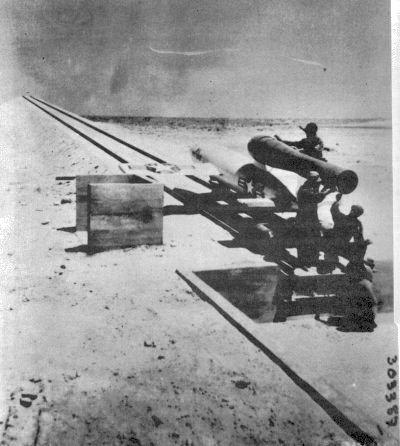
JB-2 с ПуВРД на старте.

В пульсирующем воздушно-реактивном двигателе сжигание топливо-воздушной смеси в камере сгорания осуществляется циклами-пульсациями. Этот двигатель обладает большим удельным импульсом по сравнению с ракетными двигателями, но уступает по этому показателю турбореактивным двигателям. Существенным ограничением является также то, что этот двигатель требует разгона до рабочей скорости 100 м/с и его использование ограничено скоростью порядка 250 м/с.
Пульсирующий двигатель относительно прост по конструкции и в производстве, поэтому он одним из первых стал применяться на ракетах «воздух—поверхность». В 1944 году Германия начала применение ракет «поверхность—поверхность» большой дальности Fi-103(ФАУ-1) при бомбардировках Великобритании. После захвата союзникам стартовых площадок, немецкие учёные разработали систему воздушного старта данных ракет. Результаты этих разработок заинтересовали США и СССР. Был разработан ряд опытных и экспериментальных образцов. Первоначально основная проблема ракет «воздух—поверхность» заключалась в несовершенстве инерциальной системы наведения, точность которой считалась хорошей, если ракета с дальности в 150 километров попадала в квадрат со сторонами 3 километра. Это привело к тому, что с боезарядом на основе обычного взрывчатого вещества данные ракеты имели низкую эффективность, а ядерные заряды в то же время имели ещё слишком большую массу (несколько тонн). Когда появились компактные ядерные заряды, уже была отработана конструкция более эффективных турбореактивных двигателей. Поэтому пульсирующие воздушно-реактивные двигатели не получили широкого распространения.
Представители ракет
- Fi-103
- 10Х  ·  14Х ·  16Х
- JB-2

Турбореактивные двигатели (англ. turbojet engine))

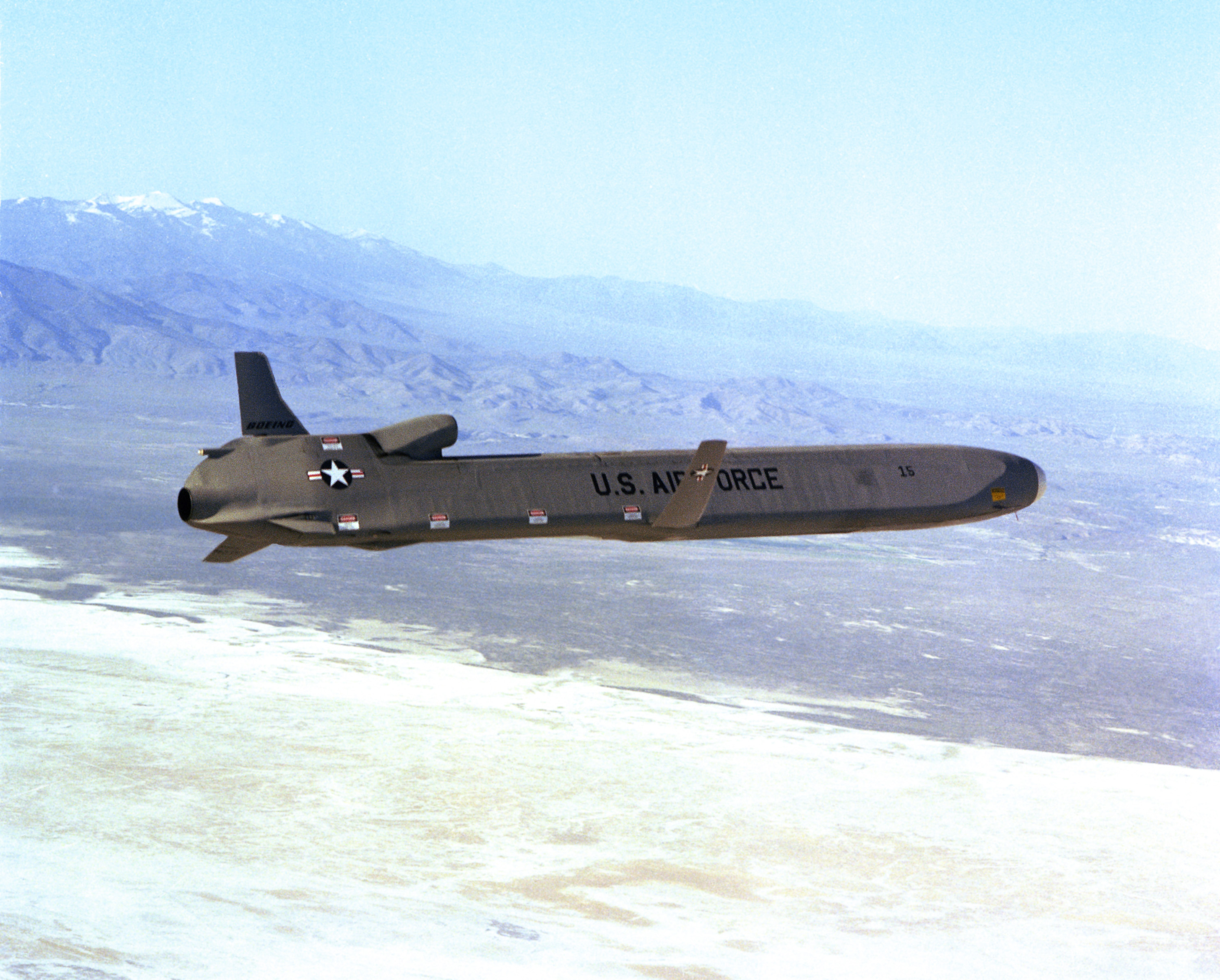
AGM-86 с ТРД в полёте.

Основным отличием турбореактивного двигателя от пульсирующего является наличие компрессора, сжимающего входящий воздух. Компрессор приводится во вращение турбиной, стоящей за камерой сгорания и работающей за счет энергии продуктов сгорания. Такая конструкция позволяет ТРД работать с нулевыми скоростями. При наличии форсажной камеры, эти двигатели применяются на скоростях до 3М. Ограничение связано с тем, что на скоростях в диапазоне 2-3М турбореактивный двигатель не имеет решающих преимуществ по сравнению с прямоточным воздушно-реактивным двигателем. Начиная со скоростей 2М, всё больший вклад в тягу создаёт форсажная камера или специально применяемый второй контур, по конструкции сходный с прямоточным двигателем. Преимущество сверхзвуковго ТРД по сравнению с ПВРД проявляется при необходимости разгона с околонулевых скоростей, что в отличие от ракет «поверхность-поверхность», для ракет «воздух—поверхность» является не столь важным. ТРД достаточно сложны по конструкции и в эксплуатации, имеют большую стоимость, чем РДТТ. Поэтому наибольшее распространение эти двигатели получили на ракетах средней и большой дальности.
Представители
- КС-1 Комета · Х-35·  Х-55 · Х-65
- AGM-28 · AGM-84 «Гарпун» · AGM-86 · AGM-129 ACM

Прямоточные воздушно-реактивные двигатели (англ. Ramjet)
Прямоточный воздушно-реактивный двигатель (ПВРД), конструктивно является самым простым ВРД. Существуют ПВРД для дозвуковых и сверхзвуковых скоростей набегающего потока. Дозвуковые прямоточные двигатели обладают слишком низкими характеристиками по сравнению с ТРД и работоспособны при скоростях набегающего потока больше 0,5М. В силу этого они не получили распространения. В сверхзвуковом ПВРД входное устройство тормозит набегающий поток воздуха до дозвуковой скорости. В камере сгорания происходит смешение воздуха с топливом и его сжигание. Продукты сгорания выходят через сопло. До скоростей порядка 1,5М ПВРД малоэффективен, поэтому на практике на таких скоростях не применяется. Верхний предел скорости 5М связан с понятием теплового барьера для конструкции двигателя. При торможении набегающего потока, попадающего в двигатель, он нагревается. Величину возникающих тепловых нагрузок может дать понятие температуры торможения потока - это температура, до которой будет нагрет поток при его торможении до 0 скорости. На высоте 20 км и скорости 5М эта величина составит 1730К. Конечно, воздушный поток не тормозится до 0 скоростей и протекающие процессы гораздо сложнее (необходимо учитывать процесс теплообмена с летательным аппаратом и внешней средой и т.п.). Но если учесть повышение температуры в камере сгорания двигателя за счет горения топлива, то нагрев получается выше термической устойчивости материалов двигателя. При нагреве материалы теряют свою прочность, поэтому допустимые температуры нагрева для алюминиевых сплавов составляют 400К, для титановых сплавов - 800К, для жаропрочных сталей - 900К. На данный момент даже применение специальных жаропрочных сплавов и покрытий не позволяет создать ПВРД для скоростей набегающего потока выше 5М. Наибольшее распространение получили двигатели для скоростей полёта порядка 2-3М. Конструктивно они могут выполняться на жидком топливе или на твёрдом. Жидкотопливный ПВРД использует топливо и систему его впрыска, сходную с применяемыми на ТРД. В твердотопливном ПВРД используется твёрдое смесевое топливо из компонентов, сходных с применяемыми для РДТТ. Для ПВРД смесевое топливо изготавливается с недостатком окислителя. При его сгорании получаются продукты сгорания, которые потом, после смешения с поступающим извне воздухом, дожигаются в камере сгорания.
Представители
- Х-31 · Х-41 «Москит» · Х-61
- ASMP

Гиперзвуковые прямоточные ракетные двигатели (англ. scramjet)

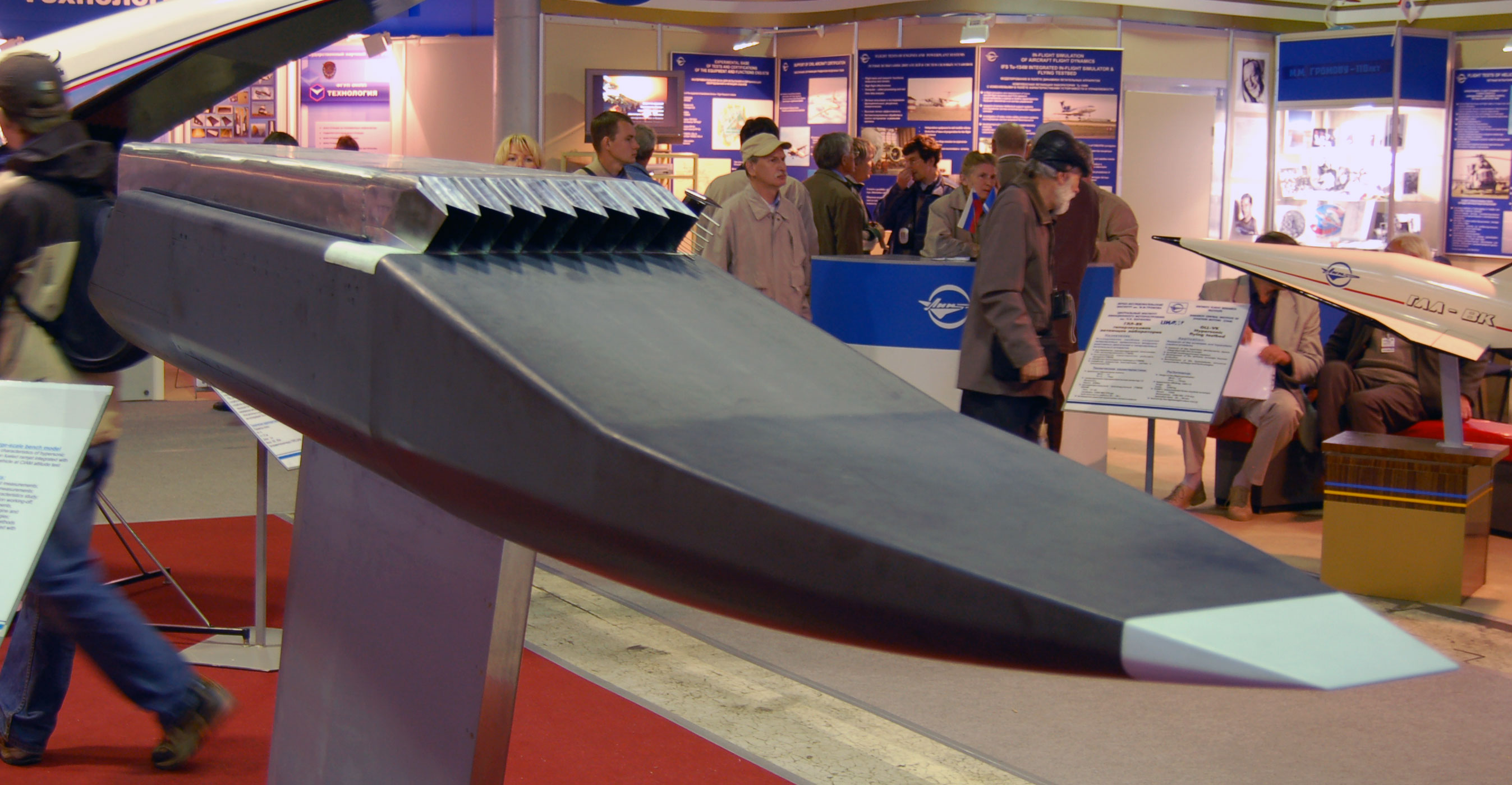
Макет гиперзвукового прямоточного воздушно-реактивного двигателя

Принцип работы гиперзвукового прямоточного воздушного ракетного двигателя (ГПВРД),  подобен сверхзвуковому прямоточному двигателю. Основным отличием является то, что горение топлива осуществляется не в дозвуковом, а в сверхзвуковом потоке воздуха. Это помогает решить проблему теплового барьера, но влечёт за собой значительное удлинение камеры сгорания. Одним из вариантов решения данной проблемы являются ГПВРД с внешним горением, когда камера сгорания отсутствует. В этом случае роль входного устройства, камеры сгорания и сопла играет нижняя поверхность летательного аппарата. Этот тип двигателей является одним из самых сложных в реализации, но сулит громадные перспективы. В СССР этот тип двигателя существовал только на уровне экспериментальных образцов. В США на данный момент ведутся работы по созданию гиперзвуковой ракеты Х-51 в рамках программы Prompt Global Strike.
- Российская ракета 3M22 «Циркон»
- Х-51

## Список ракет по странам
| Год  | Страна              | Наименование (код НАТО)     | Изображение | Тип наведения          | Длина, м  | Диаметр, м | Размах крыла, м | Масса ракеты, кг | Тип боевой части | Масса боевой части, кг | Дальность пуска, км | Скорость полёта, м/с | Высота пуска, км |
| ---- | ------------------- | --------------------------- | ----------- | ---------------------- | --------- | ---------- | --------------- | ---------------- | ---------------- | ---------------------- | ------------------- | -------------------- | ---------------- |
| 1962 | Флаг Великобритании | Blue Steel                  |             | ИНС                    | 10,7      | 1,27       | 4,0             | 7270             | Я                | 1300                   | 240                 | 3М                   | ?                |
| 1973 | /                   | AJ.168 / AS.37 / ARMAT      |             | ТК / ПРЛ               | 3,89-4,19 | 0,406      | 1,19            | 535-574          | Пр / ОФ          | 150                    | 137                 | 0,84М                | ?                |
| 1982 | Флаг Великобритании | Sea Skua                    |             | ПАРЛ                   | 2,5       | 0,25       | 0,72            | 147              | Пр               | 30                     | 25                  | 0,85М                | ?                |
| 1984 | Флаг Великобритании | Sea Eagle                   |             | АРЛ                    | 4,14      | 0,4        | 1,19            | 599              | Пр               | 229                    | 110                 | 0,85М                | ?                |
| 1974 | Флаг Германии       | AS.34                       |             | ИНС+АРЛ                | 4,4       | 0,344      | 1,0             | 600-630          | Пр               | 160-220                | 35-55               | 0,9-0,95М            | ?                |
| 1998 | Флаг ЕС             | SCALP EG / Storm Shadow     |             | ИНС+РСК+ОЭСК           | 5,1       | 0,63       | 2,53            | 1230             | Пр / Кас         | 700                    | 250                 | 292                  | ?                |
| 2010 | Флаг ЕС             | Trigat / PARS 3 / AC 3G     |             | ТпВ                    | 1,57      | 0,15       | 0,43            | 48               | К                | 9                      | 4,5                 | 230                  | ?                |
| 1989 | Флаг Израиля        | Popeye (AGM-142)            |             | ТК+ТВ/ТпВ              | 4,83      | 0,533      | 1,72            | 1360             | ОФ / Пр          | 350                    | 80                  | ?                    | ?                |
| 1987 | Флаг Норвегии       | Penguin (AGM-119)           |             | ИНС+ИК                 | 3,2       | 0,28       | 1               | 350              | Пр               | 120                    | 50                  | 290                  | 0,045-9          |
| 2007 | Флаг Норвегии       | NSM                         |             | ИНС+СП+РСК+ТпВ         | 3,96      | 0,32       | 1,4             | 344              | Пр               | 120                    | 200                 | 0,95М                | ?                |
| 1953 | /                   | КС-1 Комета (AS-1 «Kennel») |             | ИНС+ПАРЛ               | 8,2       | 1,2        | 4,77            | 2760             | Пр               | 600                    | 130                 | 0,9М                 | ?                |
| 1959 | /                   | Х-20 (AS-3 «Kangaroo»)      |             | ИНС                    | 14,95     | 1,805      | 9,03-9,15       | 11600            | Я                | 2300-2500              | 260-450             | 600                  | до 20            |
| 1961 | /                   | К-10С, (AS-2 «Kipper»)      |             | ИНС+АРЛ                | 9,75      | 1          | 4,18            | 4533             | Я                | 940                    | 110                 | 420                  | 1,5-11           |
| 1961 | /                   | КСР-2 (AS-5 «Kelt»)         |             | ИНС+АРЛ                | 8,59-8,65 | 1,0-1,22   | 4,6             | 4770             | Я / Ф            | 684                    | 170-220             | 0,9-1,2М             | 1,5-10           |
| 1962 | /                   | КСР-11 (AS-5B «Kelt»)       |             | ИНС+ПРЛ                | 8,59-8,65 | 1,0        | 4,6             | 4080             | Я / ОФ           | 1000                   | 180-220             | 1,2М                 | 4-11             |
| 1968 | /                   | Х-22 (AS-4 «Kitchen»)       |             | ИНС+РСК / АРЛ / ПРЛ    | 11,67     | 0,9        | 3,0             | 5,78             | Я / ОФ           | 1000                   | 600                 | 3,5-4,6М             | до 12            |
| 1968 | /                   | Х-66 (AS-7 «Kerry»)         |             | РЛ                     | 3,63      | 0,275      | 0,785           | 290              | К+ОФ             | 103                    | 8-10                | 750-800              | ?                |
| 1969 | /                   | КСР-5 (AS-6 «Kingfish»)     |             | ИНС+АРЛ / ПРЛ          | 10        | 0,9        | 2,5             | 4000             | Я / Ф            | 1000                   | 300-700             | 3,5М                 | 0,5-11           |
| 1972 | /                   | 9М17 «Фаланга»              |             | РК                     | 1,16      | 0,142      | 0,68            | 31,5             | К                | 7                      | 4                   | 230                  | ?                |
| 1973 | /                   | Х-28 (AS-9 «Kyle»)          |             | ПРЛ                    | 6         | 0,45       | 2               | 690              | Я / ОФ           | 140                    | 70                  | 800                  | 0,2-11           |
| 1974 | /                   | Х-23 (AS-7 «Kerry»)         |             | РК                     | 3,59      | 0,275      | 0,785           | 289              | К+ОФ             | 111                    | 10                  | 750-800              | 0,1-5            |
| 1976 | /                   | Х-25 (AS-10 «Karen»)        |             | Л                      | 3,83      | 0,275      | 0,785           | 300              | ОФ               | 112+25                 | 3-7                 | 850                  | ?                |
| 1976 | /                   | 9М114 «Штурм-В»             |             | РК                     | 1,83      | 0,13       | -               | 35,4             | К / Ф            | 6                      | 5                   | 530                  | ?                |
| 1978 | /                   | Х-58 (AS-11 «Kilter»)       |             | ПРЛ                    | 4,8       | 0,38       | 1,17            | 640              | ОФ               | 150                    | 250                 | 1195                 | ?                |
| 1979 | /                   | С-25Л                       |             | Л                      | 4,038     | 0,34/0,26  | 1,17            | 397              | ОФ               | 155                    | 7                   | 500                  | ?                |
| 1980 | /                   | Х-27ПС (AS-12 «Kegler»)     |             | ПРЛ                    | 4,194     | 0,275      | 0,755           | 301              | ОФ               | 90,6                   | 40                  | 880                  | 0,1-15           |
| 1980 | /                   | Х-29 (AS-14 «Kedge»)        |             | Л / ТпВ / ПРЛ          | 3,9       | 0,38       | 1,1             | 657-690          | Пр               | 317                    | 30                  | 720                  | 0,2-10           |
| 1981 | /                   | Х-25М (AS-10 «Karen»)       |             | Л / РК / ТпВ / ПРЛ     | 3,7-4,3   | 0,275      | 0,755           | 300              | ОФ               | 90,6                   | 10-40               | 800-900              | ?                |
| 1981 | /                   | Х-59 (AS-13 «Kingbolt»)     |             | ИНС+ТК+ТВ              | 5,368     | 0,38       | 1,26            | 760              | Пр               | 147                    | 40                  | 285                  | 0,1-5            |
| 1983 | /                   | Х-15 (AS-16 «Kickback»)     |             | ИНС / ПРЛ / АРЛ        | 4,78      | 0,455      | 0,92            | 1200             | Я / ОФ / Пр      | 150                    | 150-300             | 5М                   | 0,3-22           |
| 1984 | /                   | Х-55 (AS-15 «Kent»)         |             | ИНС+РСК                | 7,1       | 0,51       | 3,1             | 1500             | Я / ОФ           | 350-410                | 2500-3500           | 260                  | 0,02-12          |
| 1992 | /                   | 9К121 «Вихрь»               |             | ЛЛ                     | 2,75      | 0,13       | 0,24            | 45               | К+ОФ             | 12                     | 10                  | 600                  | 0,005-4          |
| 1996 | /                   | 9М120 «Атака-В»             |             | РК                     | 2,1       | 0,13       | 0,3             | 49,5             | К / ОФ           | 7                      | 8                   | 500                  | 0-4              |
| 1989 | /                   | Х-31 (AS-17 «Krypton»)      |             | ПРЛ                    | 4,7       | 0,36       | 0,78            | 600              | Пр               | 90                     | 110                 | 1000                 | 0,05-15          |
| 2003 | Флаг России         | Х-35УЭ (AS-20 «Kayak»)      |             | ИНС+АРЛ                | 4,4       | 0,42       | 1,33            | 550              | Пр               | 145                    | 260                 | 0,85М                | до 12            |
| 2012 | Флаг России         | Х-38                        |             | ИНС+СП / Л / ТпВ / АРЛ | 4,2       | 0,31       | 1,14            | 520              | ОФ / Пр / Кас    | 250                    | 40                  | 2,2М                 | 0,2-12           |
|      | /                   | Х-31АД (AS-17 Krypton)      |             | ИНС+АРЛ                | 5,34      | 0,36       | 0,9             | 715              | Пр               | 110                    | 120-250             | 3,1М                 | до 12            |
| 1984 | /                   | Х-41 (SS-N-22 Sunburn)      |             | ИНС+АРЛ                | 9,385     | 0,76       | 2,1             | 3950-4450        | Пр               | 320                    | 90-250              | 2,8М                 | до 12            |
| 1980 | /                   | Х-59МК (AS-18 «Kazoo»)      |             | ИНС+ТК+ТВ              | 5,69      | 0,38       | 1,3             | 930              | Пр / Кас         | 320                    | 285                 | 0,88М                | 0,1-5            |
| —    | Флаг России         | Х-61                        |             | ИНС+АРЛ                | 6,1       | 0,67       | 1,7             | 2500             | Пр               | 300                    | 120-500             | 2,6М                 | до 12            |
| —    | Флаг России         | Х-90 (AS-19 «Koala»)        |             | ИНС                    | 8-9       | ?          | 6,7             | ?                | Я                | ?                      | 3000-3500           | 4-5М                 | ?                |
| —    | Флаг России         | Х-101                       |             | ИНС+СП+ОЭСК            | ?         | ?          | ?               | 2200-2400        | Я / ОФ           | 400                    | 5000-5500           | 250-270              | 0,2-12           |
| 1957 | Флаг США            | GAM-63                      |             | ИНС                    | 9,74      | 1,22       | 5,09            | 6120             | Я                | 200                    | 160                 | 1,6М                 | ?                |
| 1959 | Флаг США            | AGM-12                      |             | РК                     | 3,2-4,14  | 0,3-0,46   | 0,94-1,22       | 259-810          | ОФ / Я           | 113-453                | 16                  | 1,8М                 | ?                |
| 1960 | Флаг США            | AGM-28                      |             | ИНС                    | 12,95     | 0,73       | 3,7             | 4603             | Я                | 790                    | 1263                | 2,1М                 | ?                |
| 1965 | Флаг США            | AGM-45                      |             | ПРЛ                    | 3,05      | 0,203      | 0,914           | 177              | ОФ               | 67,5                   | 40                  | 2,0М                 | ?                |
| 1968 | Флаг США            | AGM-78                      |             | ПРЛ                    | 4,57      | 0,343      | 1,08            | 620              | ОФ               | 97                     | 90                  | 2,5М                 | ?                |
| 1969 | Флаг США            | BGM-71                      |             | РК                     | 1,17      | 0,152      | 0,46            | 18,9-22,6        | К                | 3,9-5,9                | 3-4                 | 300                  | ?                |
| 1972 | Флаг США            | AGM-65                      |             | ТВ / Л / ТпВ           | 2,49      | 0,3        | 0,719           | 209-304          | К / Пр           | 57-136                 | 27                  | 320                  | ?                |
| 1972 | Флаг США            | AGM-69                      |             | ИНС                    | 4,27      | 0,45       | 0,76            | 1010             | Я                | 124,7                  | 160                 | 3,5М                 | ?                |
| 1979 | Флаг США            | AGM-84                      |             | ИНС+АРЛ/ИНС+СП+ТК+ИК   | 3,84-4,49 | 0,34       | 0,914-2,43      | 519-725          | К                | 221-360                | 185-280             | 0,85М                | ?                |
| 1981 | Флаг США            | AGM-86                      |             | ИНС+РСК+СП             | 6,2       | 0,63       | 3,65            | 1450-1950        | Я / ОФ / Кас     | 123-900                | 1200-2780           | 225-330              | ?                |
| 1983 | Флаг США            | AGM-88                      |             | ПРЛ                    | 4,17      | 0,254      | 1,12            | 360              | ОФ               | 66                     | 150                 | 2,0М                 | ?                |
| 1984 | Флаг США            | AGM-122                     |             | ПРЛ                    | 2,87      | 0,127      | 063             | 88               | ОФ               | 11                     | 16,5                | 2,3М                 | ?                |
| 1985 | Флаг США            | AGM-114                     |             | Л / АРЛ                | 1,63-1,8  | 0,178      | 0,362           | 45,7-50          | К / ОФ           | 8                      | 8                   | 1,3М                 | ?                |
| 1985 | Флаг США            | AGM-123                     |             | Л                      | 4,27      | 0,356      | 1,6             | 580              | ОФ               | 450                    | 25                  | 305                  | ?                |
| 1990 | Флаг США            | AGM-129                     |             | ИНС+РСК                | 6,35      | 0,705      | 3,1             | 1334             | Я                | 123                    | 3700                | 225                  | ?                |
| 1994 | Флаг США            | AGM-130                     |             | ТВ / ТпВ               | 3,92      | 0,46       | 1,5             | 1320             | ОФ / Пр / Кас    | 906                    | 65                  | ?                    | ?                |
| 1998 | Флаг США            | AGM-158                     |             | ИНС+СП + ТпВ           | 4,27      | 0,55       | 2,4             | 1020             | Пр / Кас         | 450                    | 370-1000            | ?                    | ?                |
| 1956 | Флаг Франции        | AS.11 (AGM-22)              |             | РК                     | 1,21      | 0,164      | 0,5             | 30               | К                | 6,8                    | 3                   | 190                  | ?                |
| 1960 | Флаг Франции        | AS.12                       |             | РК                     | 1,87      | 0,18       | 0,65            | 75               | Пр/К/ОФ          | 28                     | 6                   | 177                  | ?                |
| 1964 | Флаг Франции        | AS.30                       |             | РК / Л                 | 3,65      | 0,342      | 1,0             | 520              | Пр               | 240                    | 10                  | 450                  | ?                |
| 1974 | /                   | HOT                         |             | РК                     | 1,27      | 0,15       | ?               | 33               | К                | 6,5                    | 4                   | 250                  | ?                |
| 1979 | Флаг Франции        | AM.39                       |             | ИНС+АРЛ                | 4,69      | 0,348      | 1,1             | 655              | Пр               | 165                    | 70                  | 0,93М                | ?                |
| 1984 | Флаг Франции        | AS.15TT                     |             | РК                     | 2,3       | 0,187      | 0,564           | 100              | Пр               | 30                     | 17                  | 280                  | ?                |
| 1986 | Флаг Франции        | ASMP                        |             | ИНС                    | 5,38      | 0,3        | 0,96            | 840              | Я                | 200                    | 250                 | 3,5М                 | ?                |
| 1989 | Флаг Швеции         | RBS-15F                     |             | ИНС+АРЛ                | 4,35      | 0,5        | 1,4             | 790              | Пр               | 200                    | 100                 | 0,8М                 | ?                |
| 1982 | Флаг Японии         | ASM-1/ASM-2 (Тип 80/93)     |             | ИНС+АРЛ/ИК             | 3,95      | 0,35       | 1,2             | 610              | Пр               | 250                    | 50                  | 0,9М                 | ?                |

Список сокращений и условных обозначений
Системы наведения
«ТВ» — телевизионная головка самонаведения
«ТпВ» — тепловизионная головка самонаведения
«ИК» — инфракрасная головка самонаведения
«Л» — лазерная полуактивная головка самонаведения
«ПРЛ» — пассивная радиолокационная головка самонаведения
«ПАРЛ» — полуактивная радиолокационная головка самонаведения
«АРЛ» — активная радиолокационная головка самонаведения
«РК» — радиокомандная система наведения
«ТК» — телевизионно-командная система наведения
«ЛЛ» — наведение по лазерному лучу
«РЛ» — наведение по радио лучу
«ИНС» — инерциальная система наведения
+ «СП» — со спутниковой коррекцией
+ «РСК» — рельефометрическая коррекция (по рельефу местности)
+ «ОЭСК» — оптико-электронная коррекция
Типы боевых частей
Я — ядерная боевая часть
Ф — фугасная боевая часть
ОФ — осколочно-фугасная боевая часть
Пр — проникающая боевая часть
К — кумулятивная боевая часть
Кас — кассетная боевая часть